# Campeonato Brasileiro de Futebol de 2019 - Série D
A Série D do Campeonato Brasileiro de Futebol de 2019 foi a 11.ª edição da competição de futebol profissional equivalente à quarta divisão no Brasil. Esta edição foi disputada por 68 equipes, que se classificaram através dos campeonatos estaduais e por outros torneios realizados por cada uma das federações estaduais.
O Brusque foi o grande campeão desta edição: após dois empates por 2–2 na final contra o Manaus, a equipe catarinense ficou com o título derrotando os manauaras por 6–5 na disputa por pênaltis. Além dos finalistas, Ituano e Jacuipense também conquistaram o acesso à Série C de 2020.

## Critérios de classificação
De acordo com o formato do ano anterior, com 68 equipes participantes, as vagas foram distribuídas da seguinte forma:
- Os quatro rebaixados da Série C do ano anterior;
- O estado primeiro colocado no Ranking Nacional das Federações terá direito a 4 vagas;
- Do segundo ao nono no Ranking Nacional das Federações terão direito a 3 vagas;
- Os demais 18 estados no Ranking Nacional das Federações terão direito a dois representantes cada.

Os indicados das federações estaduais são selecionados através do desempenho nos Campeonatos Estaduais ou outros torneios realizados por cada federação estadual;
Em caso de desistência, a vaga é ocupada pelo clube da mesma federação melhor classificado, ou então, pelo clube apontado pela federação estadual. Se o estado não indicar nenhum representante, a vaga é repassada ao melhor estado seguinte posicionado no Ranking Nacional das Federações, que indica uma equipe a ocupar o mesmo grupo da equipe original. Caso a vaga ainda fique em aberto, é transferida ao segundo estado seguinte e melhor colocado no ranking, e assim sucessivamente. O limite de usufruto de vaga repassada é de uma por federação.
As equipes que disputam a Série D geralmente são definidas pelo seu posicionamento na tabela de classificação de seus respectivos campeonatos estaduais. Quando nos estaduais existe algum participante que já disputa alguma divisão superior do Campeonato Brasileiro (Séries A, B ou C), a classificação para a Série D se dá a seguinte equipe melhor posicionada na tabela de classificação. Em alguns estados, os campeonatos locais servem apenas como classificação para a Copa do Brasil da temporada subsequente. A federação destes estados prefere realizar algum torneio paralelo ao estadual propriamente dito, para definir seu(s) representante(s) na Série D do Campeonato Brasileiro. Desde a edição de 2016, por conta de ajustes no regulamento feitos pela CBF, os campeonatos e seletivas estaduais de um ano classificam seus times para as competições nacionais do ano seguinte.
São Paulo, Minas Gerais, Santa Catarina, Bahia e Pernambuco têm quatro representantes cada, enquanto Rio de Janeiro, Goiás, Paraná e Rio Grande do Sul têm três. Os outros estados contam com dois participantes cada.

## Formato de disputa
Na primeira fase os 68 clubes são divididos em dezessete grupos com quatro clubes cada, organizados regionalmente. Os times jogam contra os outros do grupo, em turno e returno, num total de seis rodadas. Os primeiros colocados de cada grupo, além dos 15 melhores segundo colocados, se classificam para a segunda fase. Desta fase em diante, todas são em mata-mata, com o clube de melhor campanha sempre realizando a partida decisiva em seus domínios. 
Os quatro semifinalistas conquistam o direito de disputar a Série C de 2020. Os vencedores das semifinais jogam as finais também em ida e volta, e aquele com o melhor resultado agregado será o campeão da Série D de 2019.

## Participantes
| Equipe              | Cidade                 | Estado | Como se classificou                    | Estádio (mando)            | Capacidade | Títulos        |
| ------------------- | ---------------------- | ------ | -------------------------------------- | -------------------------- | ---------- | -------------- |
| Altos               | Altos                  | PI     | Campeão do Estadual 2018               | Felipão                    | 3 000      | 0 (não possui) |
| América de Natal    | Natal                  | RN     | Melhor colocado do Estadual 2018       | Arena das Dunas            | 32 050     | 0 (não possui) |
| América-PE          | Recife                 | PE     | 3º melhor colocado do Estadual 2018    | Ademir Cunha               | 12 000     | 0 (não possui) |
| Anapolina           | Anápolis               | GO     | 2º melhor colocado do Estadual 2018    | Jonas Duarte               | 10 707     | 0 (não possui) |
| Aparecidense        | Aparecida de Goiânia   | GO     | Melhor colocado do Estadual 2018       | Annibal Batista de Toledo  | 4 800      | 0 (não possui) |
| ASA                 | Arapiraca              | AL     | Melhor colocado do Estadual 2018       | Coaracy da Mata Fonseca    | 15 332     | 0 (não possui) |
| Atlético Cearense   | Fortaleza              | CE     | Melhor colocado do Estadual 2018       | Presidente Vargas          | 20 262     | 0 (não possui) |
| Atlético Roraima    | Boa Vista              | RR     | Vice-campeão do Estadual 2018          | Ribeirão                   | 1 500      | 0 (não possui) |
| Avenida             | Santa Cruz do Sul      | RS     | 2º melhor colocado do Estadual 2018    | Eucaliptos                 | 3 000      | 0 (não possui) |
| Bahia de Feira      | Feira de Santana       | BA     | 2º melhor colocado do Estadual 2018    | Arena Cajueiro             | 4 000      | 0 (não possui) |
| Barcelona-RO        | Vilhena                | RO     | Vice-campeão do Estadual 2018          | Portal da Amazônia         | 2 500      | 0 (não possui) |
| Boavista-RJ         | Saquarema              | RJ     | Melhor colocado do Estadual 2018       | Elcyr Resende              | 2 058      | 0 (não possui) |
| Bragantino-PA       | Bragança               | PA     | Melhor colocado do Estadual 2018       | Diogão                     | 10 000     | 0 (não possui) |
| Brasiliense         | Taguatinga             | DF     | Vice-campeão do Metropolitano 2018     | Boca do Jacaré             | 28 800     | 0 (não possui) |
| Brusque             | Brusque                | SC     | 2º melhor colocado do Estadual 2018    | Augusto Bauer              | 5 000      | 0 (não possui) |
| Caldense            | Poços de Caldas        | MG     | 3º melhor colocado do Estadual 2018    | Ronaldão                   | 7 600      | 0 (não possui) |
| Campinense          | Campina Grande         | PB     | Melhor colocado do Estadual 2018       | Amigão                     | 19 000     | 0 (não possui) |
| Caxias              | Caxias do Sul          | RS     | 3º melhor colocado do Estadual 2018    | Centenário                 | 22 132     | 0 (não possui) |
| Central             | Caruaru                | PE     | Melhor colocado do Estadual 2018       | Luiz José de Lacerda       | 19 478     | 0 (não possui) |
| Cianorte            | Cianorte               | PR     | 3º melhor colocado do Estadual 2018    | Albino Turbay              | 4 000      | 0 (não possui) |
| Corumbaense         | Corumbá                | MS     | Vice-campeão do Estadual 2018          | Arthur Marinho             | 5 000      | 0 (não possui) |
| Coruripe            | Coruripe               | AL     | 2º melhor colocado do Estadual 2018    | Gerson Amaral              | 5 560      | 0 (não possui) |
| Fast Clube          | Manaus                 | AM     | Vice-campeão do Estadual 2018          | Colina                     | 10 451     | 0 (não possui) |
| Ferroviária         | Araraquara             | SP     | Vice-campeã da Copa Paulista 2018      | Fonte Luminosa             | 21 441     | 0 (não possui) |
| Floresta            | Fortaleza              | CE     | 2º melhor colocado do Estadual 2018    | Domingão                   | 10 500     | 0 (não possui) |
| Fluminense de Feira | Feira de Santana       | BA     | Melhor colocado do Estadual 2018       | Joia da Princesa           | 16 274     | 0 (não possui) |
| Foz do Iguaçu       | Foz do Iguaçu          | PR     | Melhor colocado do Estadual 2018       | Estádio do ABC             | 6 968      | 0 (não possui) |
| Galvez              | Rio Branco             | AC     | Vice-campeão do Estadual 2018          | Arena da Floresta          | 20 000     | 0 (não possui) |
| Gaúcho              | Passo Fundo            | RS     | Vice-campeão da Copa FGF de 2018       | Wolmar Salton              | 3 500      | 0 (não possui) |
| Hercílio Luz        | Tubarão                | SC     | 3º melhor colocado do Estadual 2018    | Aníbal Torres Costa        | 3 570      | 0 (não possui) |
| Interporto          | Porto Nacional         | TO     | 3º melhor colocado do Estadual 2018    | General Sampaio            | 2 000      | 0 (não possui) |
| Iporá               | Iporá                  | GO     | 3º melhor colocado do Estadual 2018    | Ferreirão                  | 3 500      | 0 (não possui) |
| Itabaiana           | Itabaiana              | SE     | 2º melhor colocado do Estadual 2018    | Etelvino Mendonça          | 10 000     | 0 (não possui) |
| Itaboraí            | Itaboraí               | RJ     | Vice-campeão da Copa Rio 2018          | Alzirão                    | 900        | 0 (não possui) |
| Ituano              | Itu                    | SP     | 3º melhor colocado do Estadual 2018    | Novelli Júnior             | 18 560     | 0 (não possui) |
| Jacuipense          | Riachão do Jacuípe     | BA     | 3° melhor colocado do Estadual 2018    | Valfredão                  | 5 000      | 0 (não possui) |
| Joinville           | Joinville              | SC     | 20° colocado da Série C de 2018        | Arena Joinville            | 22 400     | 0 (não possui) |
| Juazeirense         | Juazeiro               | BA     | 18° colocado da Série C de 2018        | Adauto Moraes              | 8 000      | 0 (não possui) |
| Manaus              | Manaus                 | AM     | Campeão do Estadual 2018               | Colina                     | 10 451     | 0 (não possui) |
| Maranhão            | São Luís               | MA     | Vencedor da Copa FMF 2018              | Castelão                   | 40 149     | 0 (não possui) |
| Maringá             | Maringá                | PR     | 2º melhor colocado do Estadual 2018    | Willie Davids              | 20 000     | 0 (não possui) |
| Moto Club           | São Luís               | MA     | Melhor colocado do Estadual 2018       | Castelão                   | 40 149     | 0 (não possui) |
| Novorizontino       | Novo Horizonte         | SP     | 2º melhor colocado do Estadual 2018    | Jorge Ismael de Biasi      | 12 398     | 0 (não possui) |
| Operário-MS         | Campo Grande           | MS     | Campeão do Estadual 2018               | Morenão                    | 44 200     | 0 (não possui) |
| Palmas              | Palmas                 | TO     | Campeão do Estadual 2018               | Nilton Santos              | 10 000     | 0 (não possui) |
| Patrocinense        | Patrocínio             | MG     | 2º melhor colocado do Estadual 2018    | Pedro Alves do Nascimento  | 8 000      | 0 (não possui) |
| Portuguesa-RJ       | Rio de Janeiro         | RJ     | 2º melhor colocado do Estadual 2018    | Luso-Brasileiro            | 20 215     | 0 (não possui) |
| Real Ariquemes      | Ariquemes              | RO     | Campeão do Estadual 2018               | Valerião                   | 2 500      | 0 (não possui) |
| Rio Branco-AC       | Rio Branco             | AC     | Campeão do Estadual 2018               | Arena da Floresta          | 20 000     | 0 (não possui) |
| River-PI            | Teresina               | PI     | 2º melhor colocado do Estadual 2018    | Albertão                   | 52 296     | 0 (não possui) |
| Salgueiro           | Salgueiro              | PE     | 19° colocado da Série C de 2018        | Cornélio de Barros         | 12 070     | 0 (não possui) |
| Santa Cruz de Natal | Natal                  | RN     | 2º melhor colocado do Estadual 2018    | Arena das Dunas            | 32 050     | 0 (não possui) |
| Santos-AP           | Macapá                 | AP     | Vice-campeão do Estadual 2018          | Zerão                      | 13 680     | 0 (não possui) |
| São Caetano         | São Caetano do Sul     | SP     | Melhor colocado do Estadual 2018       | Anacleto Campanella        | 16 744     | 0 (não possui) |
| São Raimundo-PA     | Santarém               | PA     | 2º melhor colocado do Estadual 2018    | Colosso do Tapajós         | 12 000     | 1 (2009)       |
| São Raimundo-RR     | Boa Vista              | RR     | Campeão do Estadual 2018               | Ribeirão                   | 1 500      | 0 (não possui) |
| Sergipe             | Aracaju                | SE     | Melhor colocado do Estadual 2018       | Batistão                   | 15 586     | 0 (não possui) |
| Serra               | Serra                  | ES     | Campeão do Estadual 2018               | Robertão                   | 1 040      | 0 (não possui) |
| Serrano-PB          | Campina Grande         | PB     | 2º melhor colocado do Estadual 2018    | Amigão                     | 19 000     | 0 (não possui) |
| Sinop               | Sinop                  | MT     | Melhor colocado do Estadual 2018       | Gigante do Norte           | 13 000     | 0 (não possui) |
| Sobradinho          | Sobradinho             | DF     | Campeão do Metropolitano 2018          | Augustinho Lima            | 15 000     | 0 (não possui) |
| Tubarão             | Tubarão                | SC     | Melhor colocado do Estadual 2018       | Domingos Silveira Gonzales | 3 500      | 0 (não possui) |
| Tupi                | Juiz de Fora           | MG     | 17° colocado da Série C de 2018        | Mario Helênio              | 30 000     | 1 (2011)       |
| União Rondonópolis  | Rondonópolis           | MT     | 2º melhor colocado do Estadual 2018    | Luthero Lopes              | 18 000     | 0 (não possui) |
| URT                 | Patos de Minas         | MG     | Melhor colocado do Estadual 2018       | Zama Maciel                | 4 858      | 0 (não possui) |
| Vitória das Tabocas | Vitória de Santo Antão | PE     | 2º melhor colocado do Estadual 2018    | Arena Pernambuco           | 44 300     | 0 (não possui) |
| Vitória-ES          | Vitória                | ES     | Campeão da Copa Espírito Santo de 2018 | Salvador Costa             | 3 000      | 0 (não possui) |
| Ypiranga-AP         | Macapá                 | AP     | Campeão do Estadual 2018               | Zerão                      | 13 680     | 0 (não possui) |

## Estádios

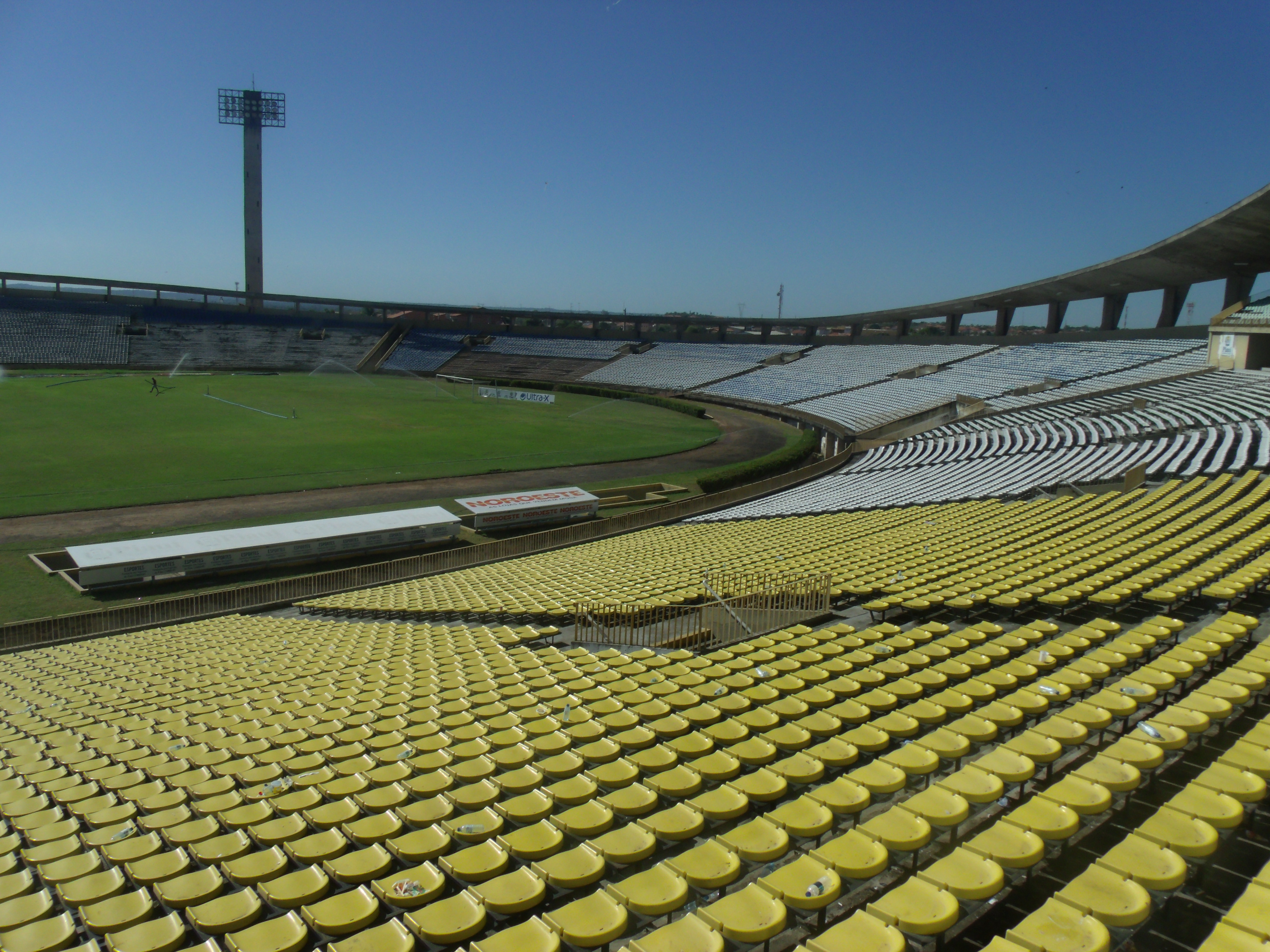
Albertão
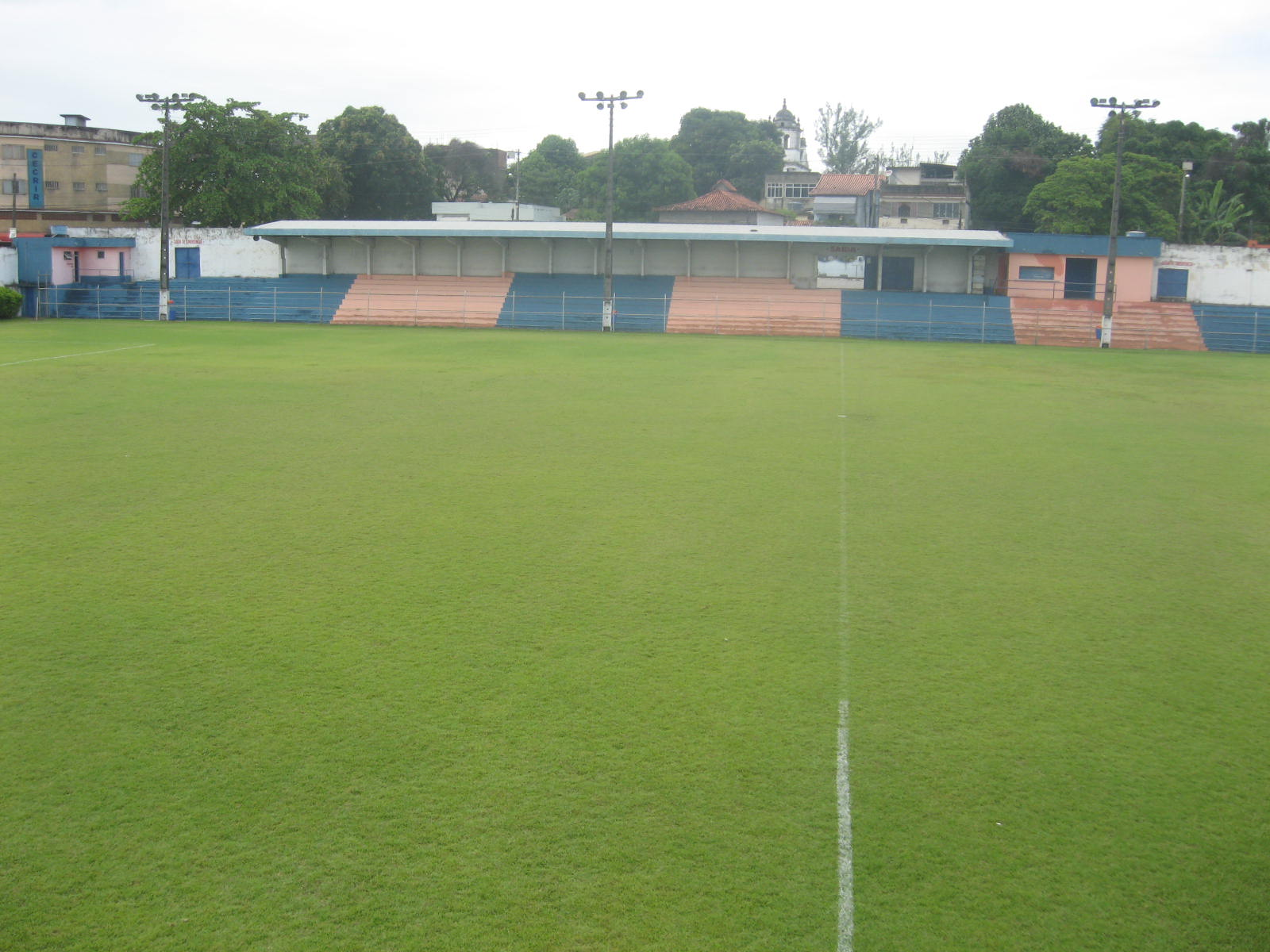
Alzirão
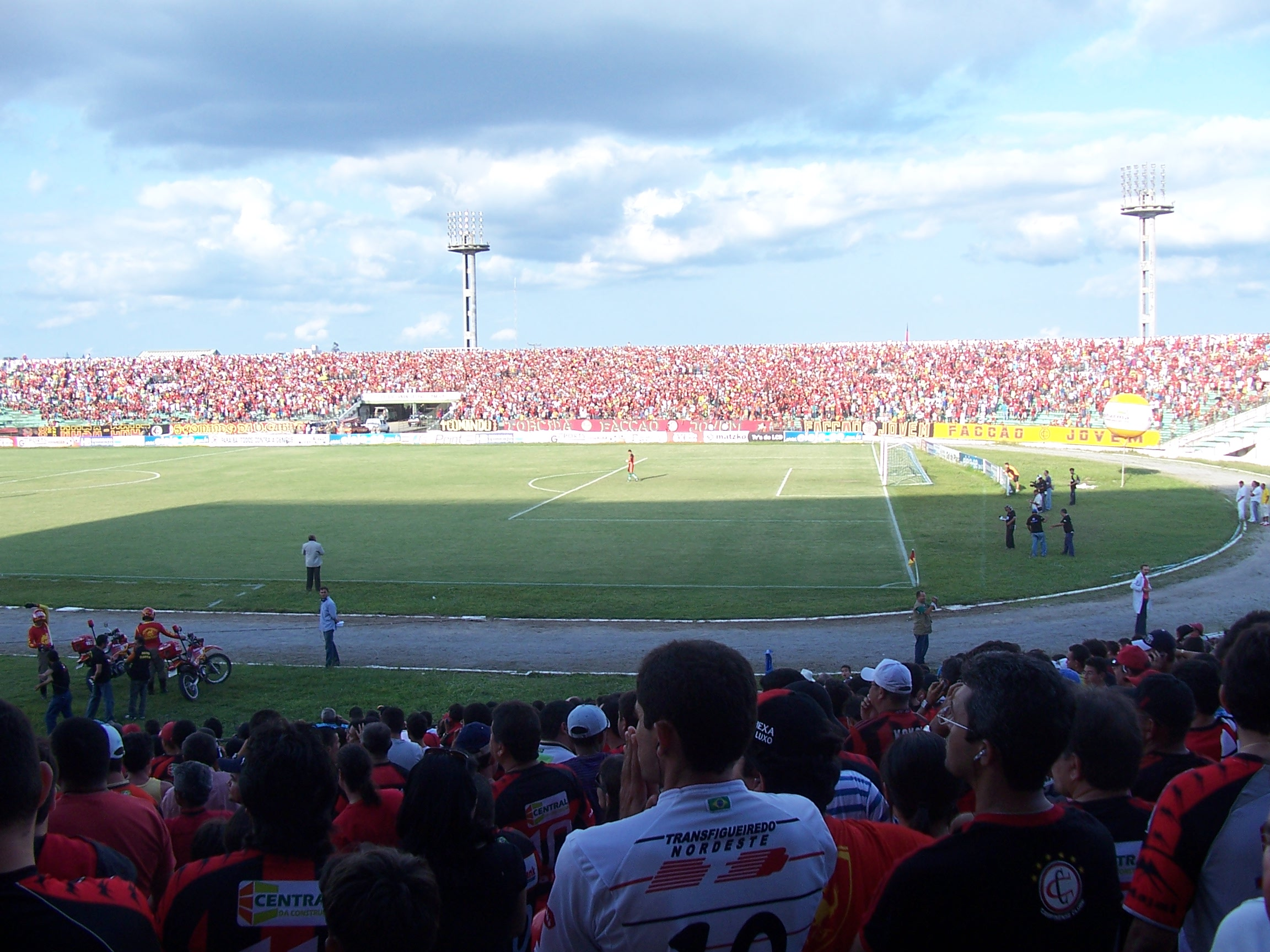
Amigão
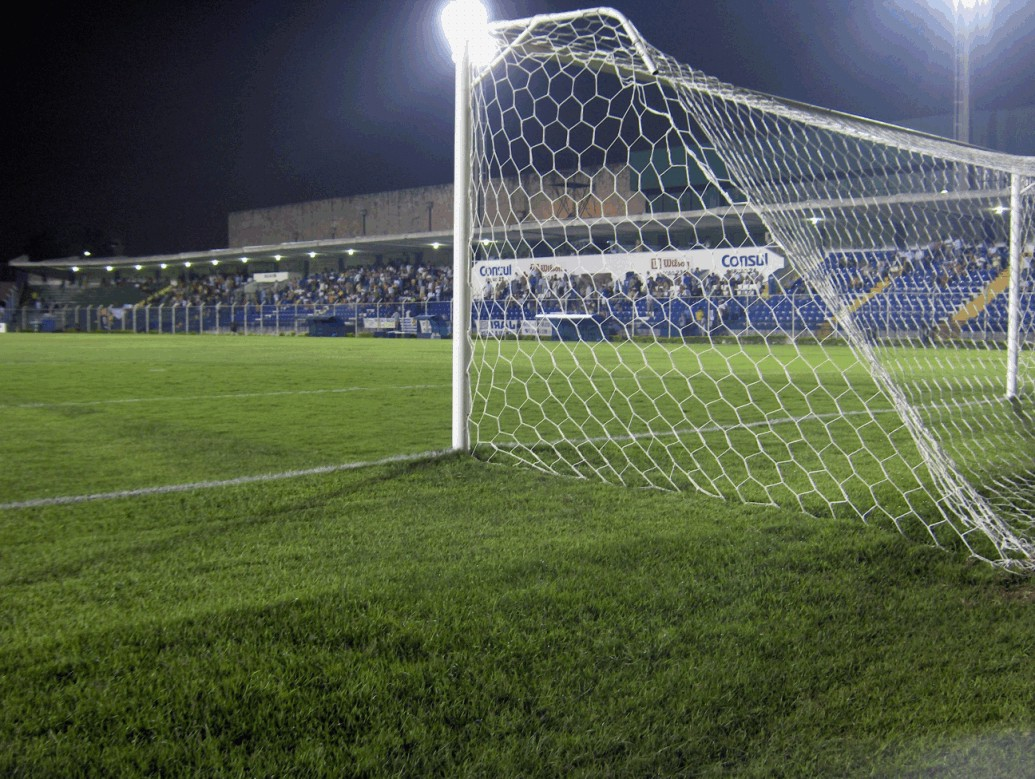
Anacleto Campanella
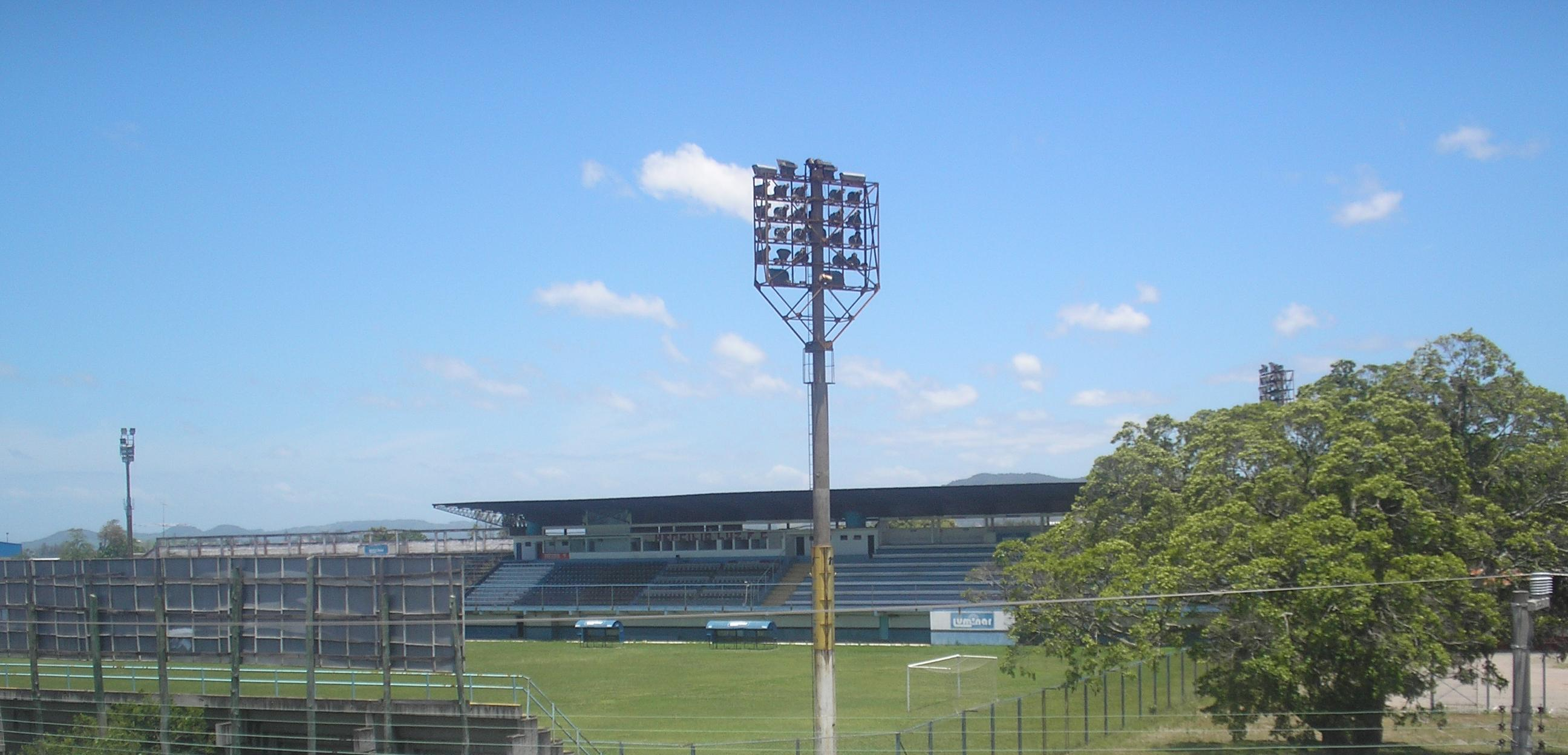
Aníbal Costa
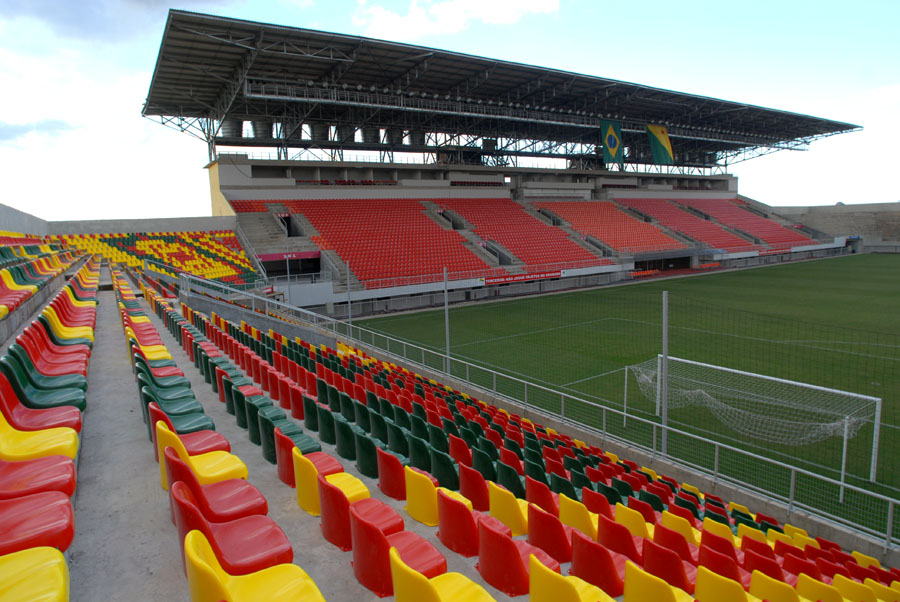
Arena da Floresta
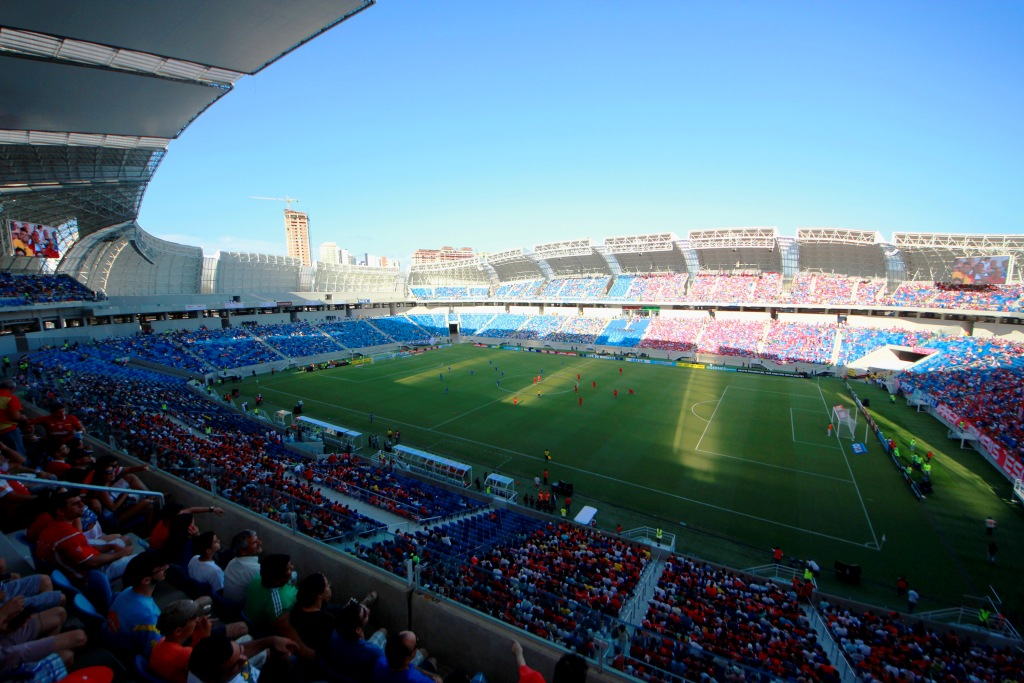
Arena das Dunas
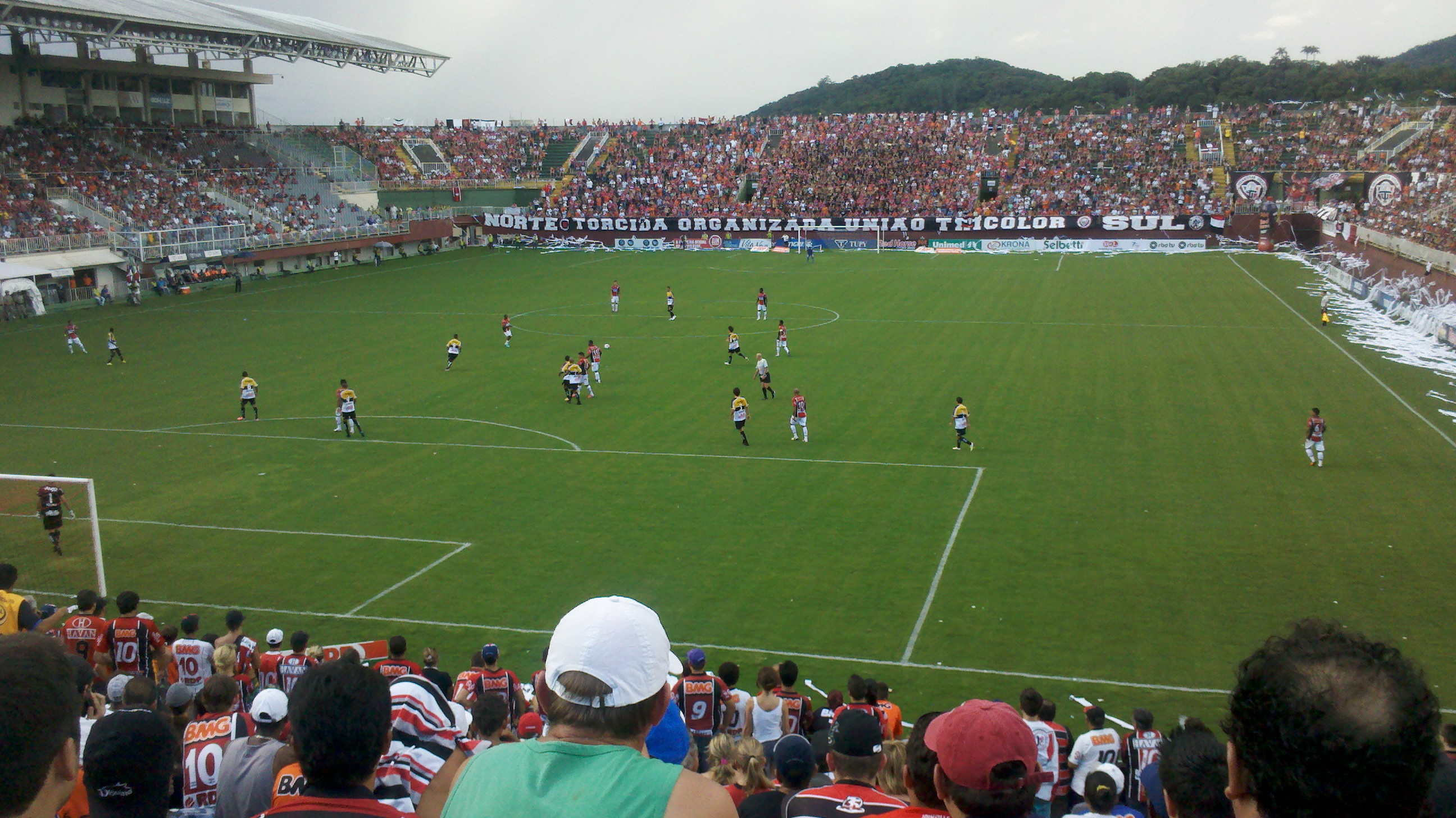
Arena Joinville
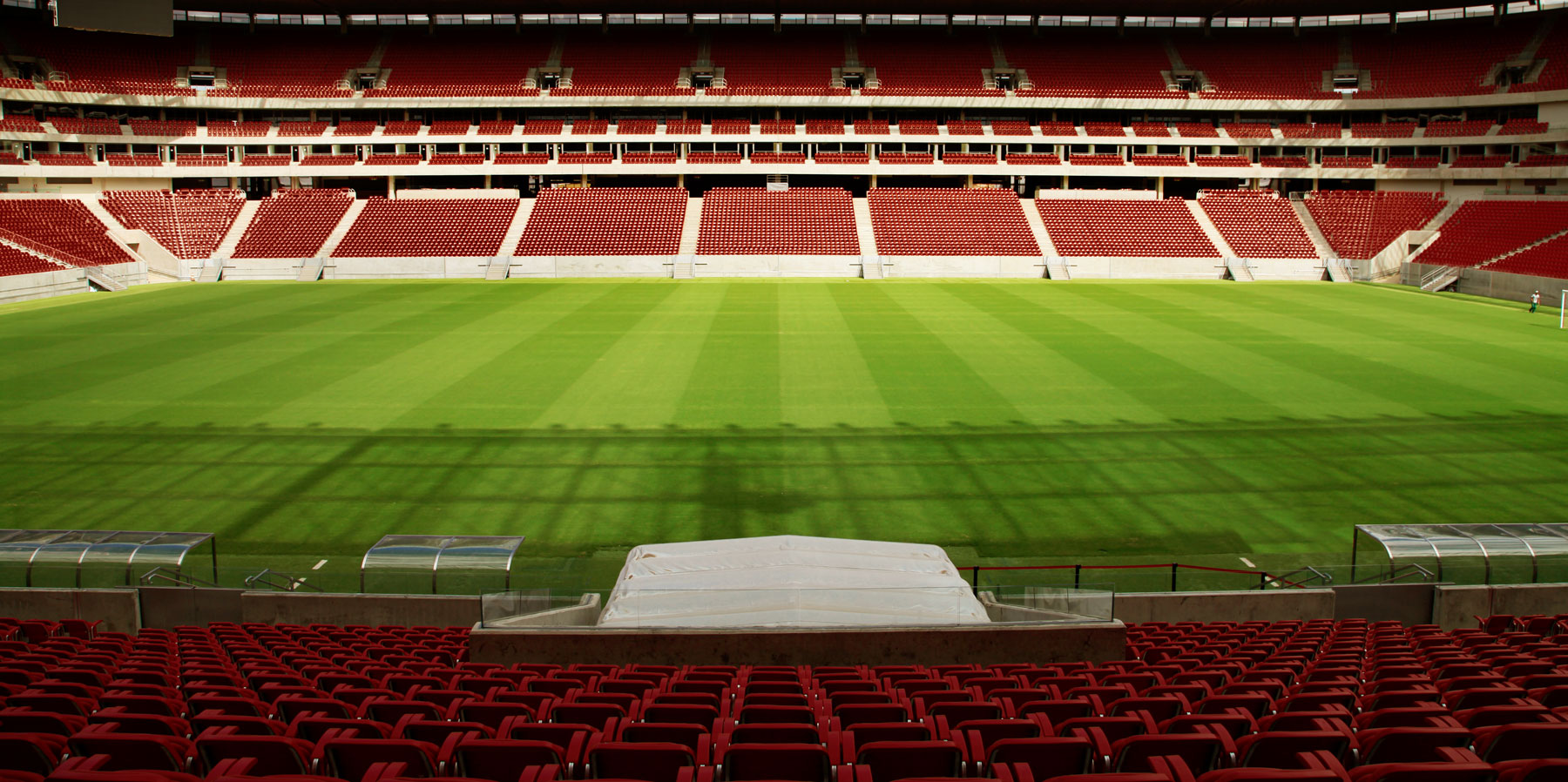
Arena Pernambuco
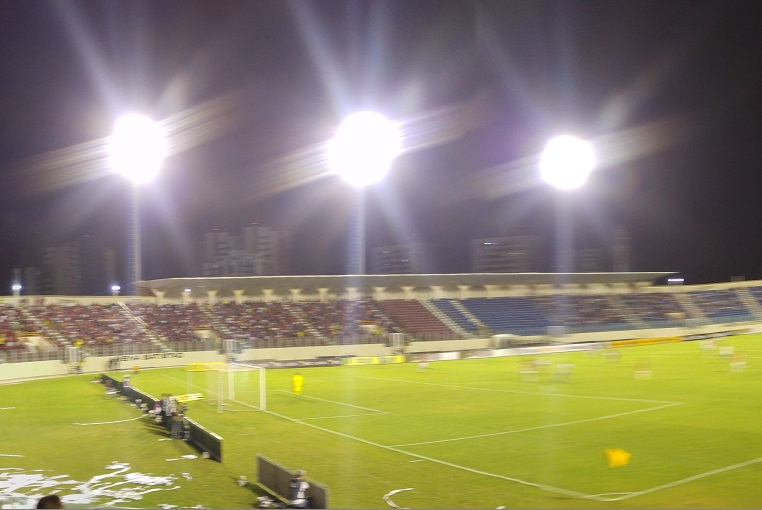
Batistão
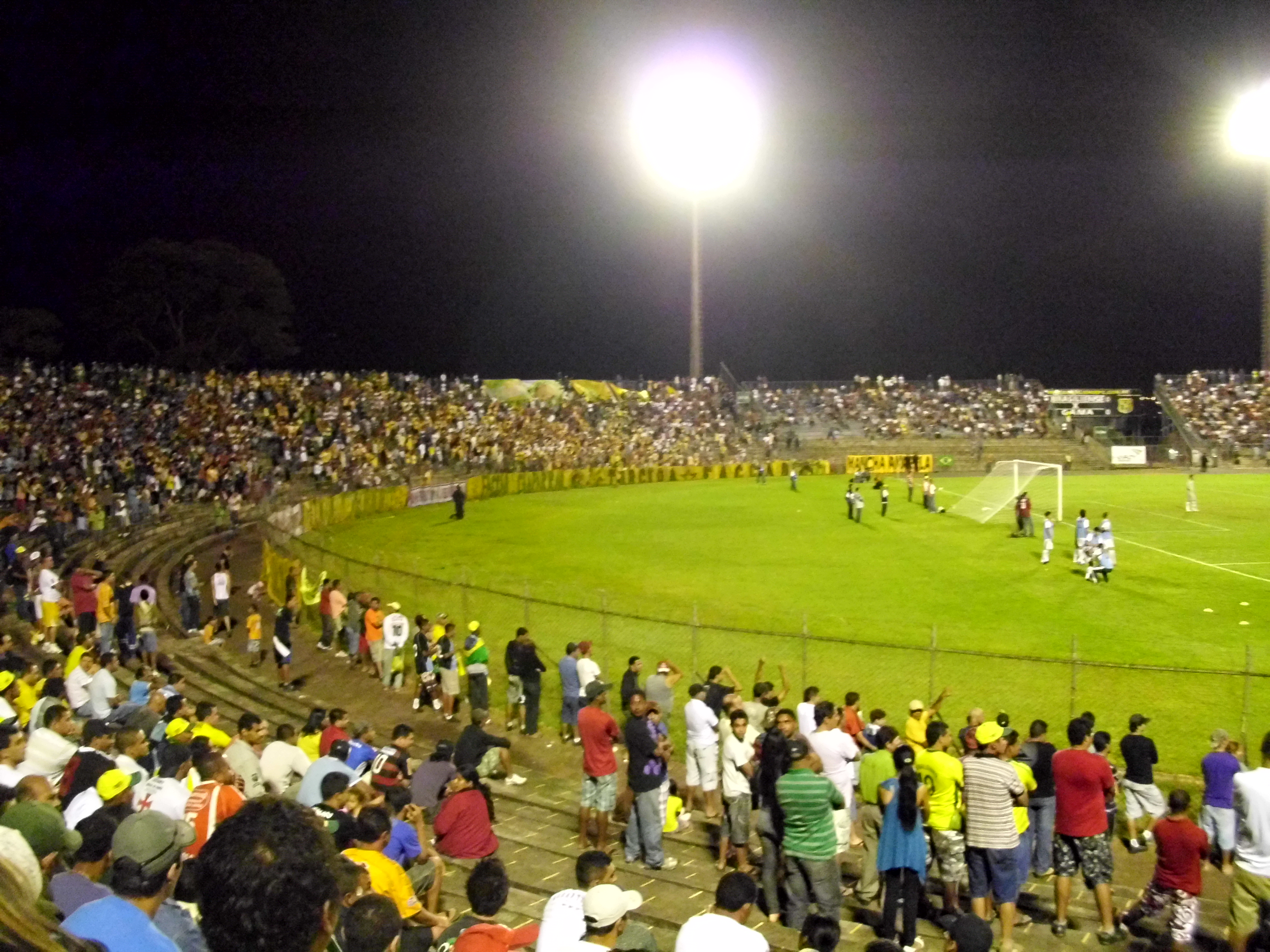
Boca do Jacaré
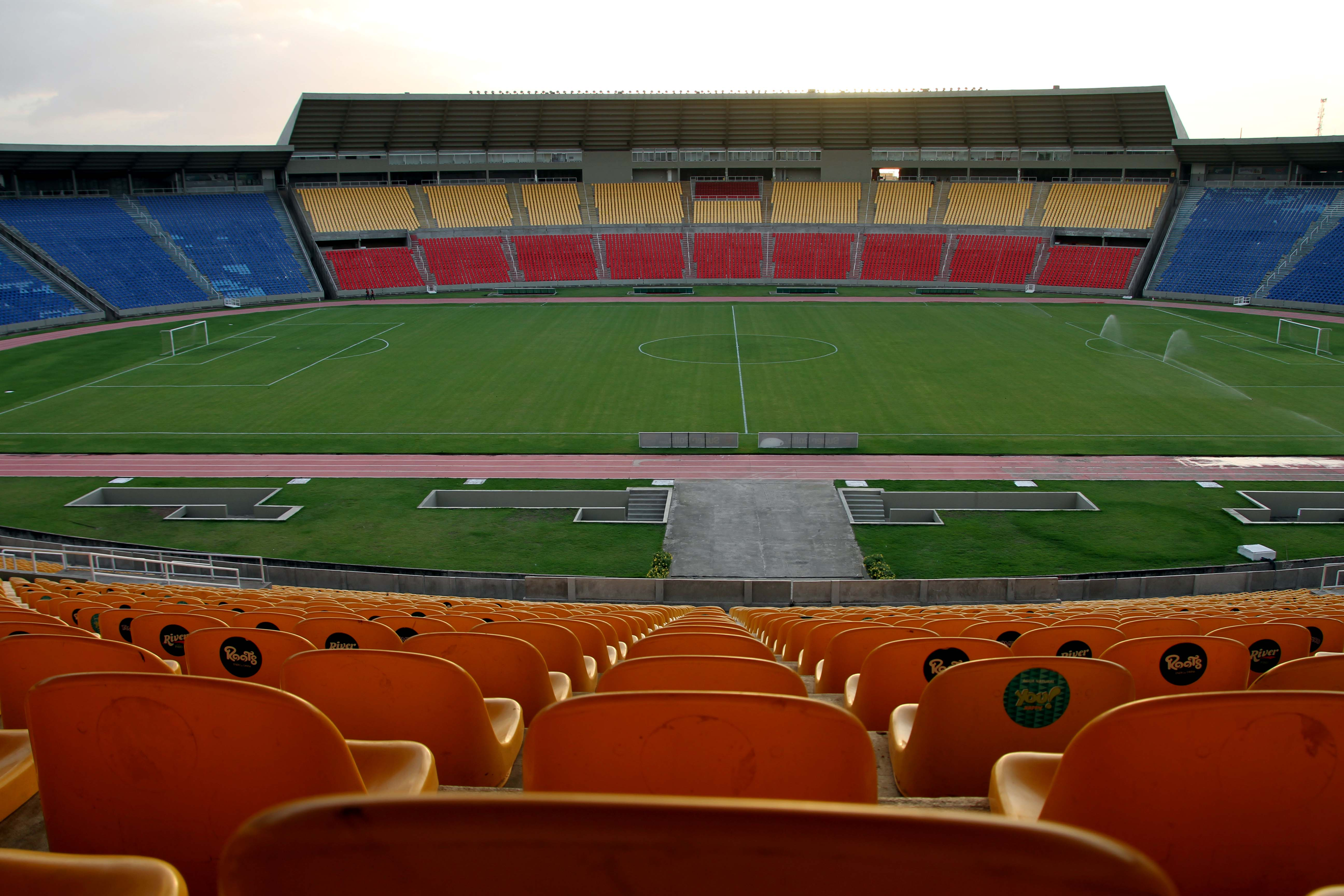
Castelão
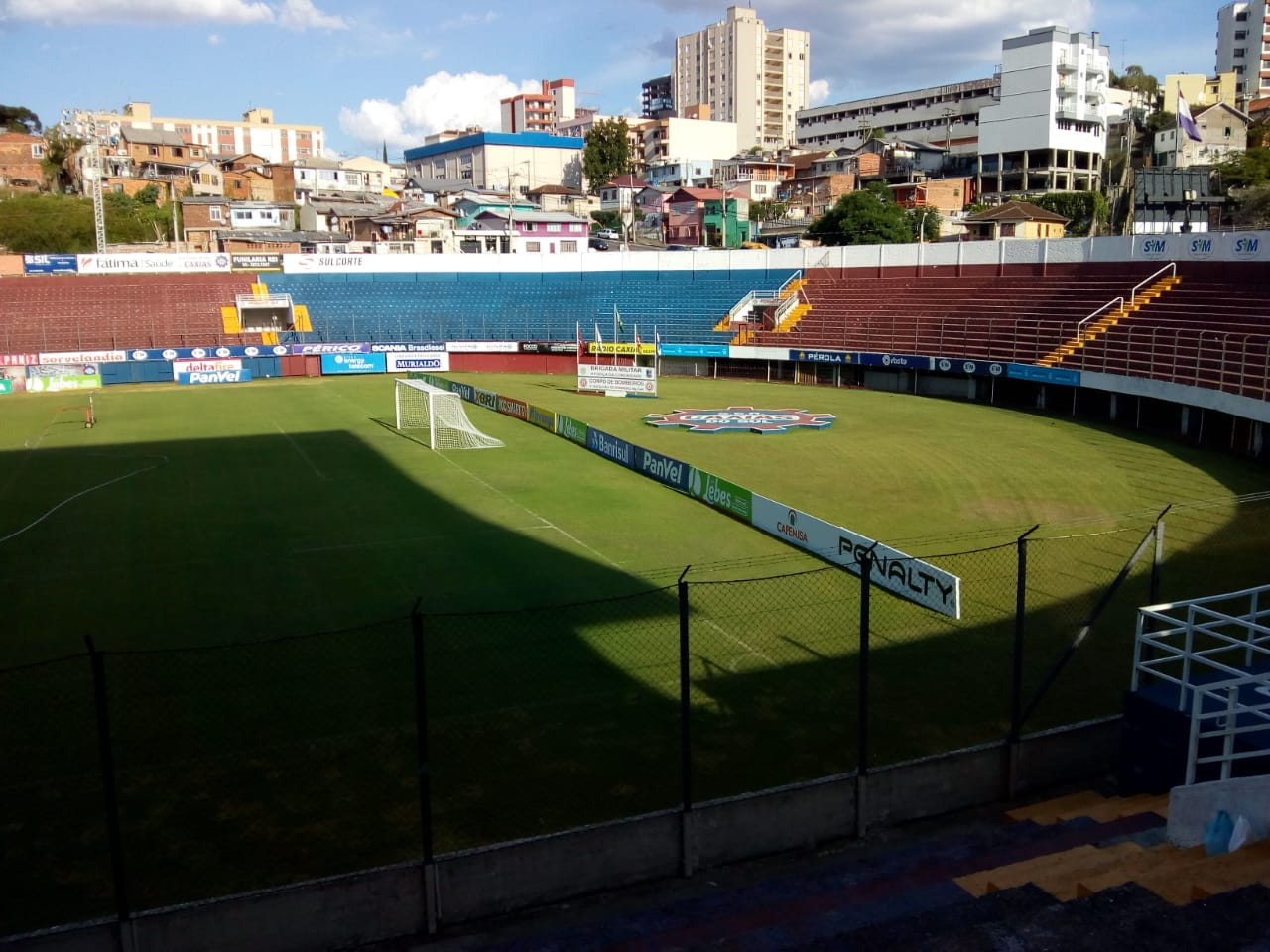
Centenário
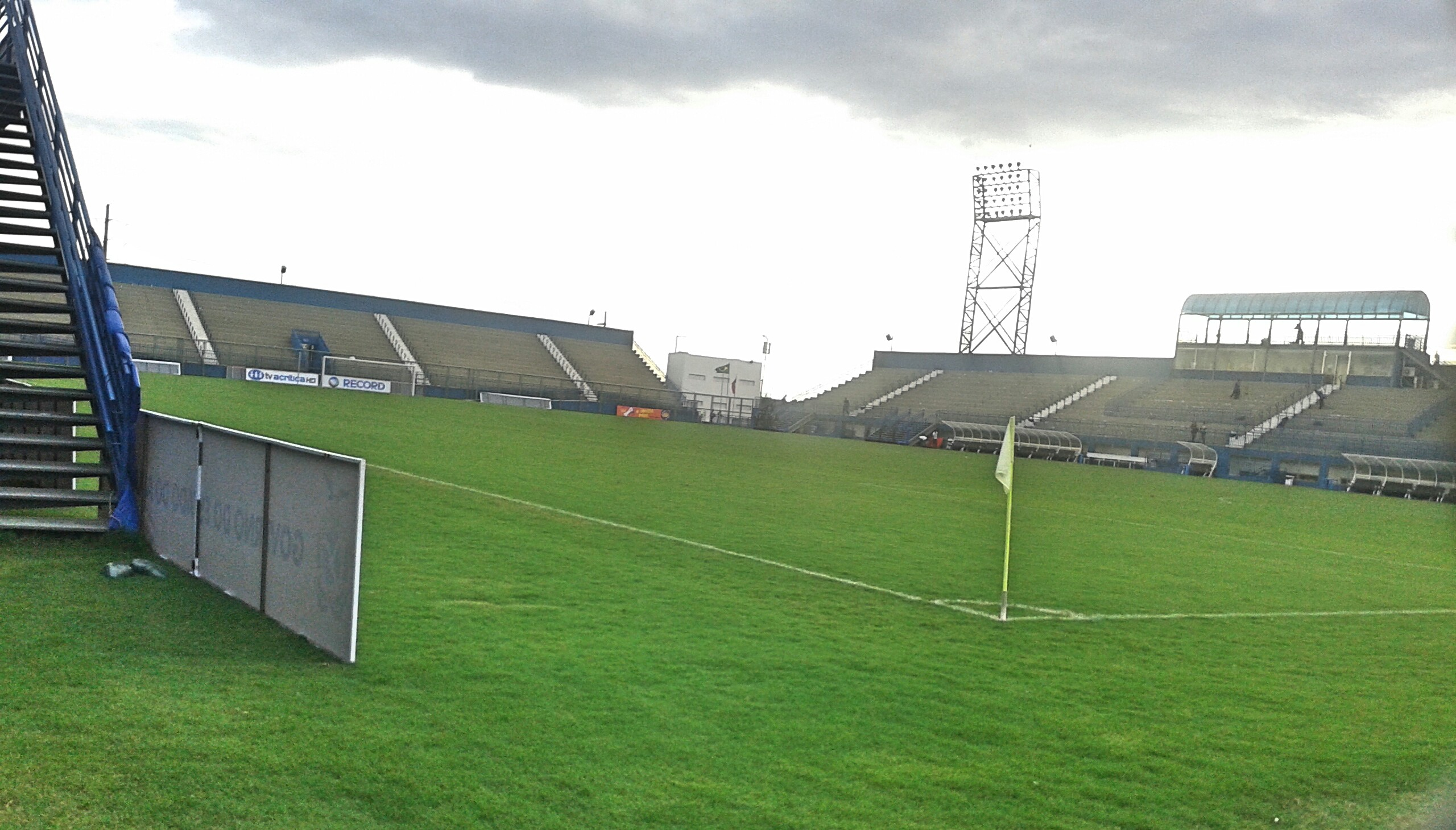
Colina
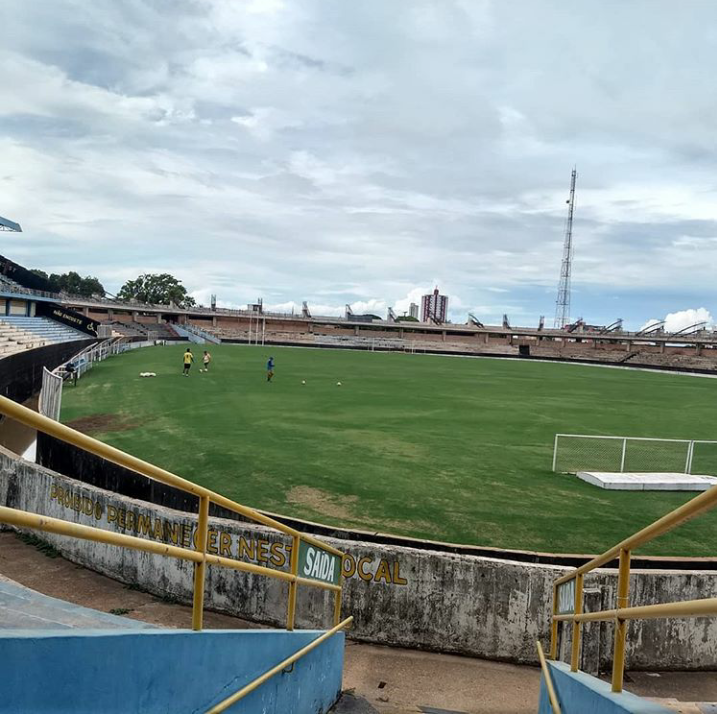
Colosso do Tapajós
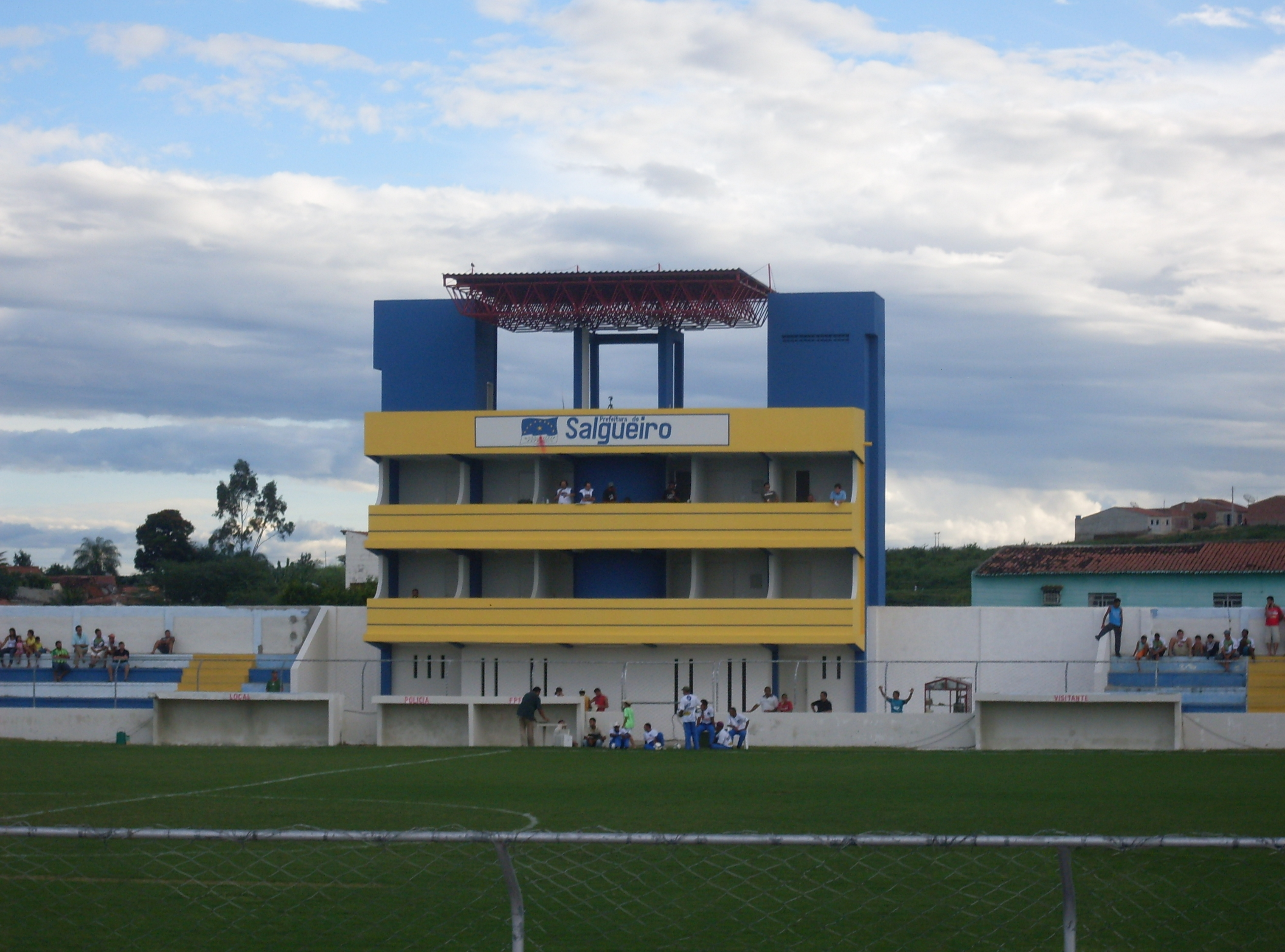
Cornélio de Barros
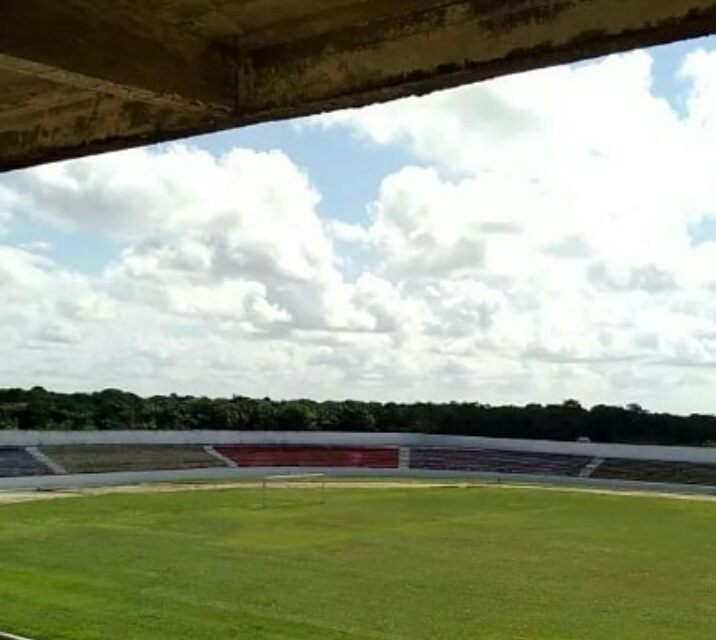
Diogão
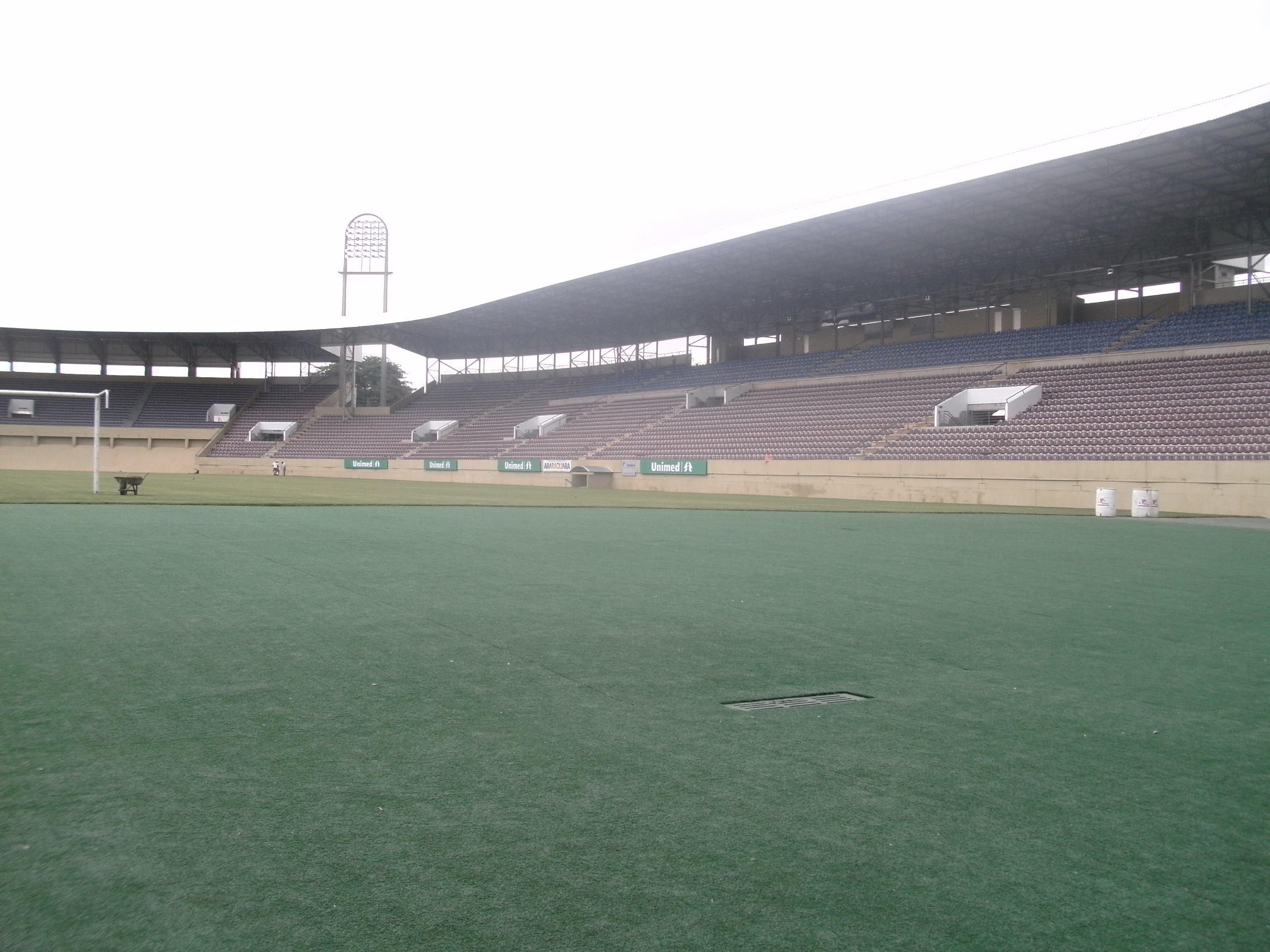
Fonte Luminosa
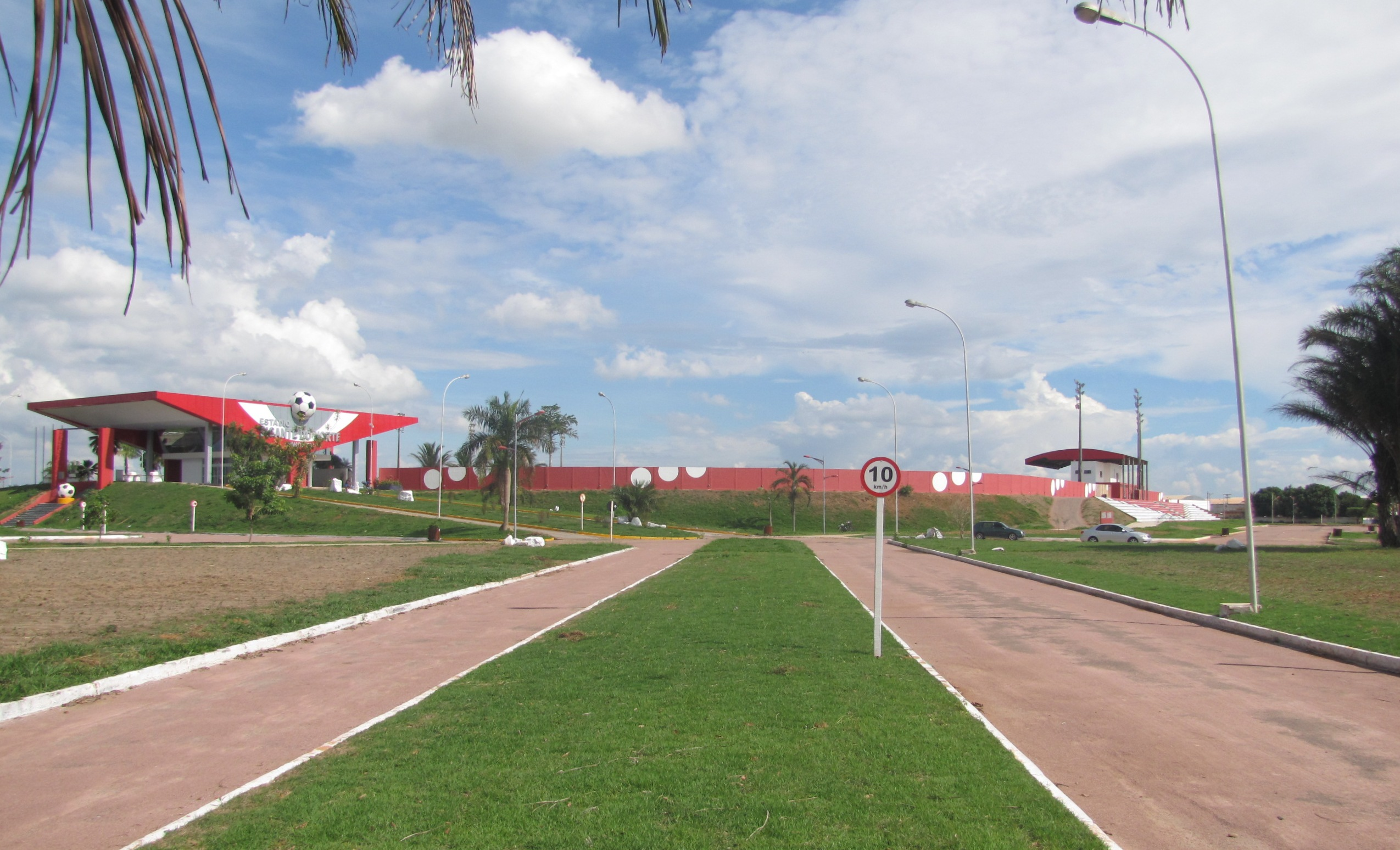
Gigante do Norte
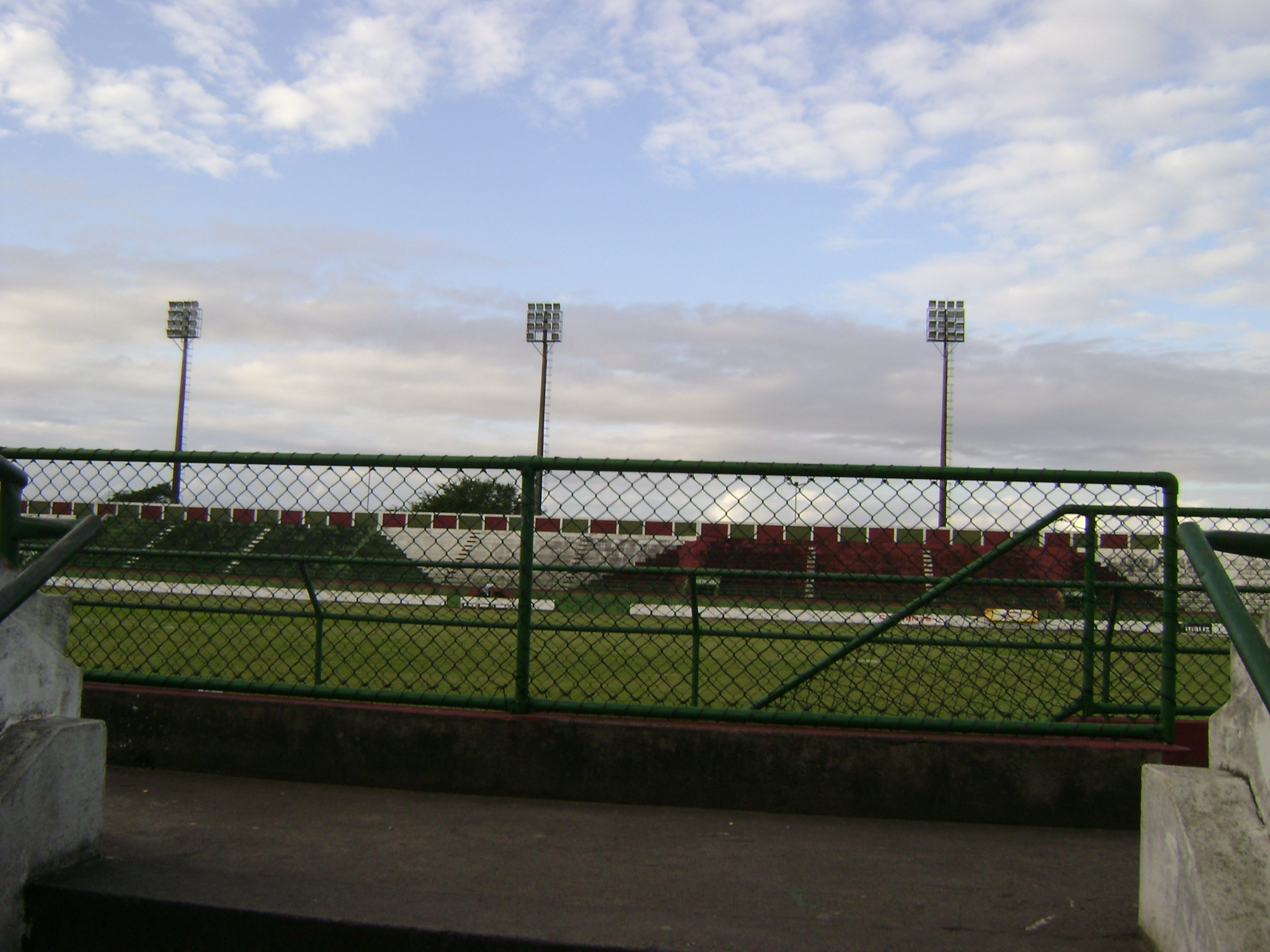
Joia da Princesa
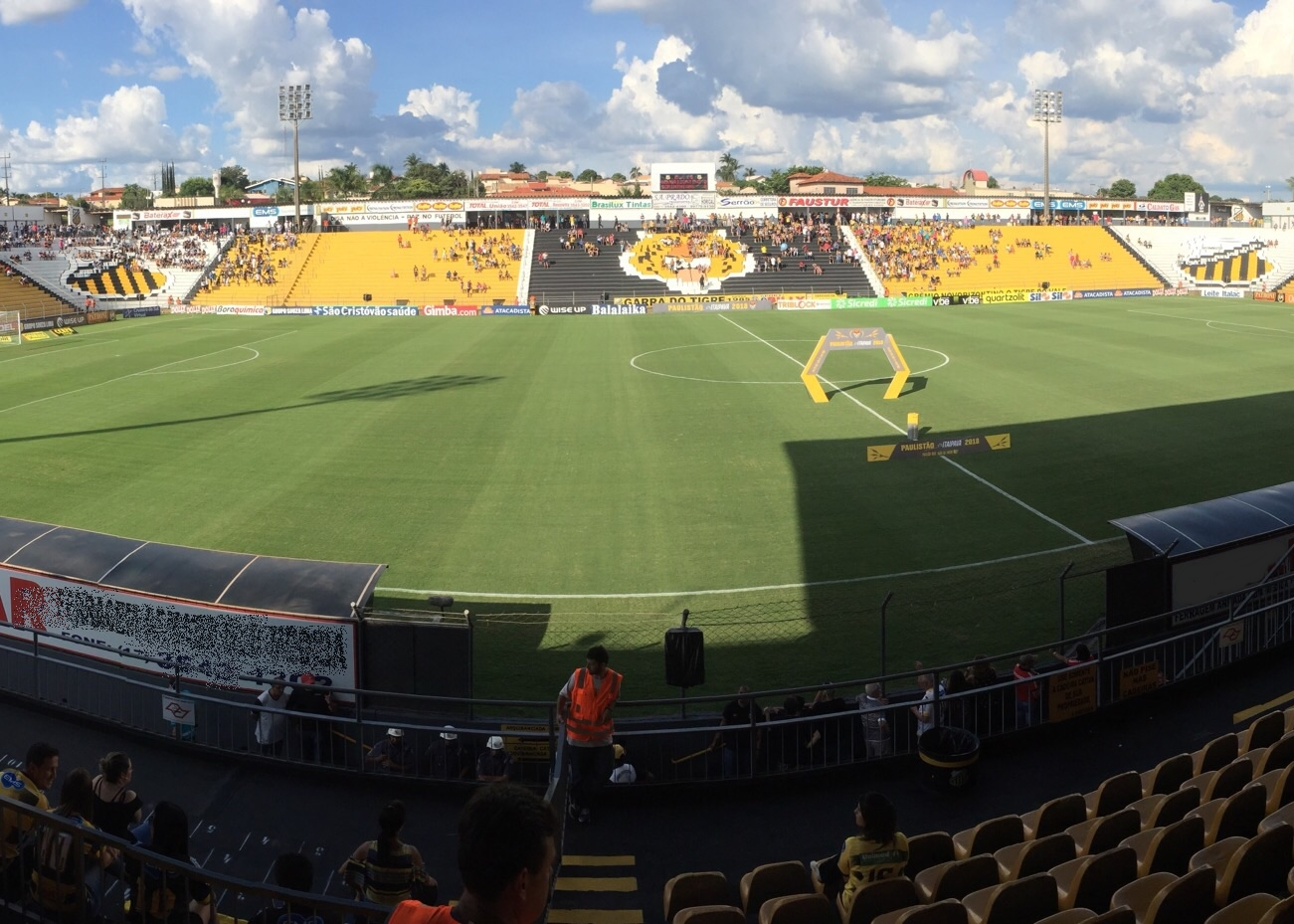
Jorjão
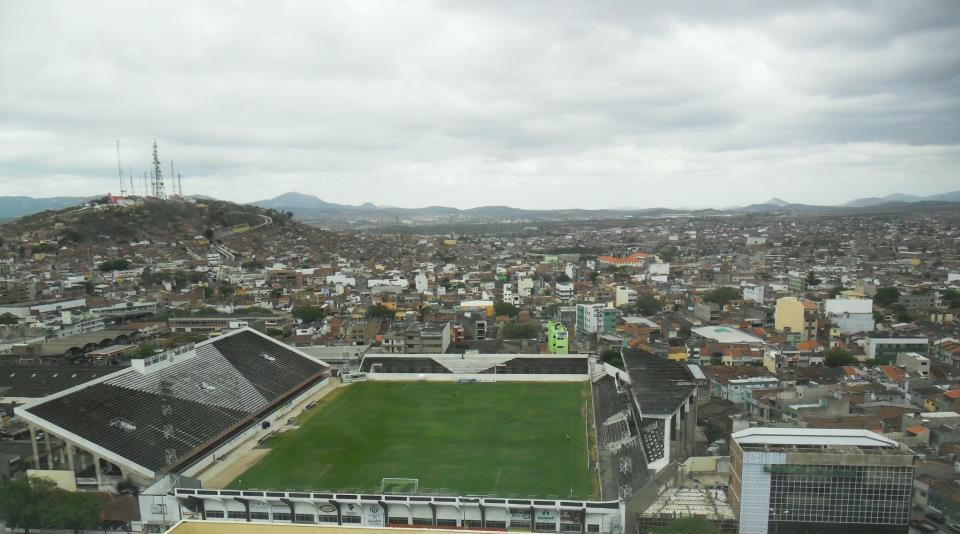
Luiz José de Lacerda
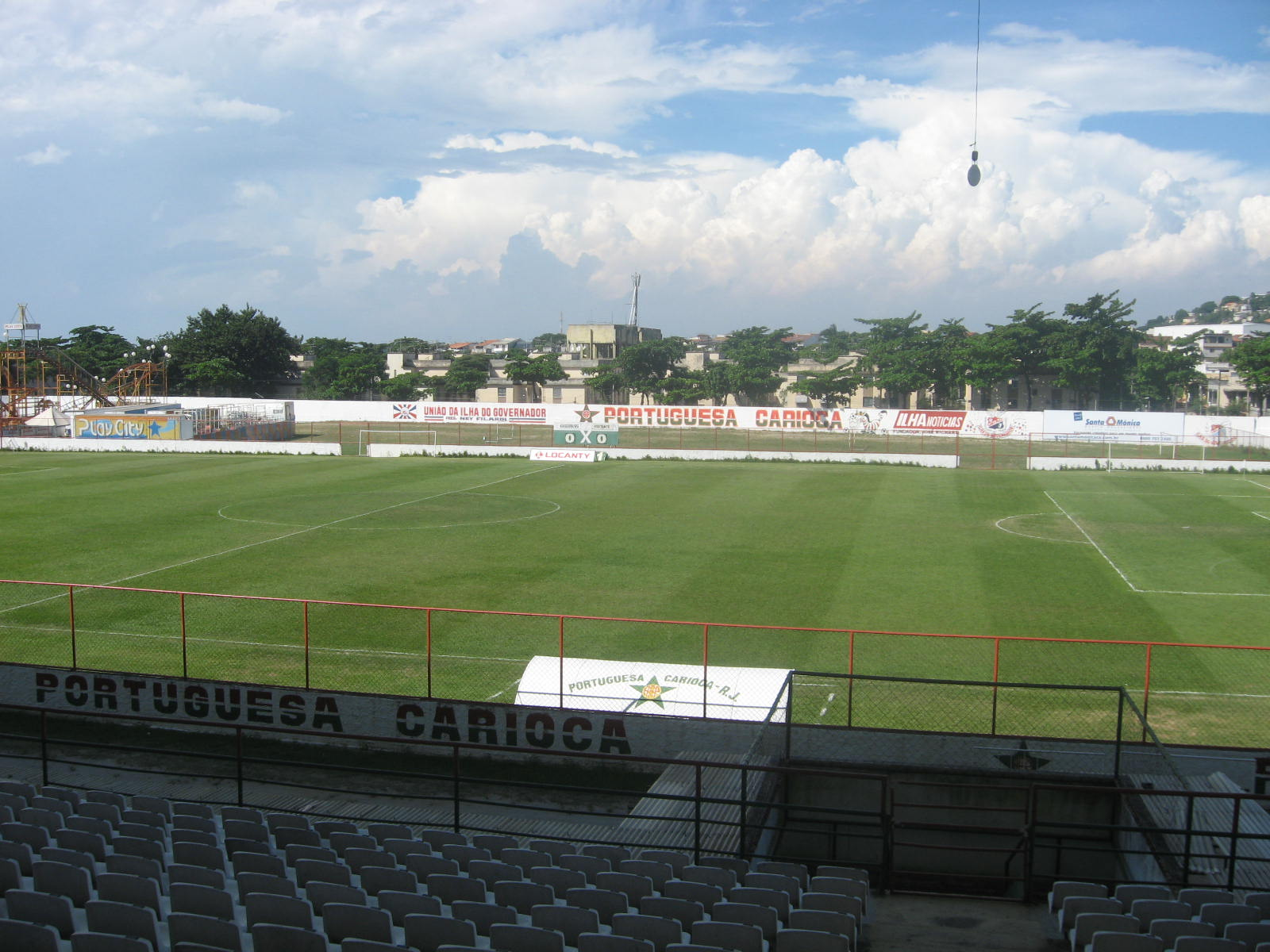
Luso-Brasileiro
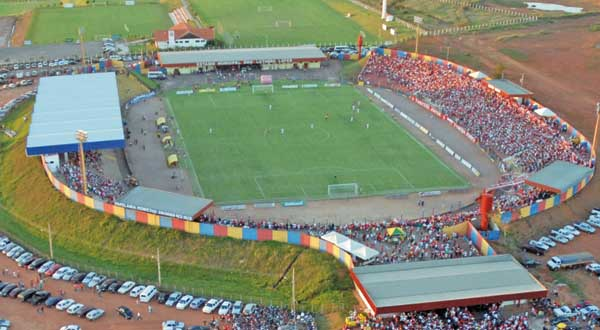
Luthero Lopes
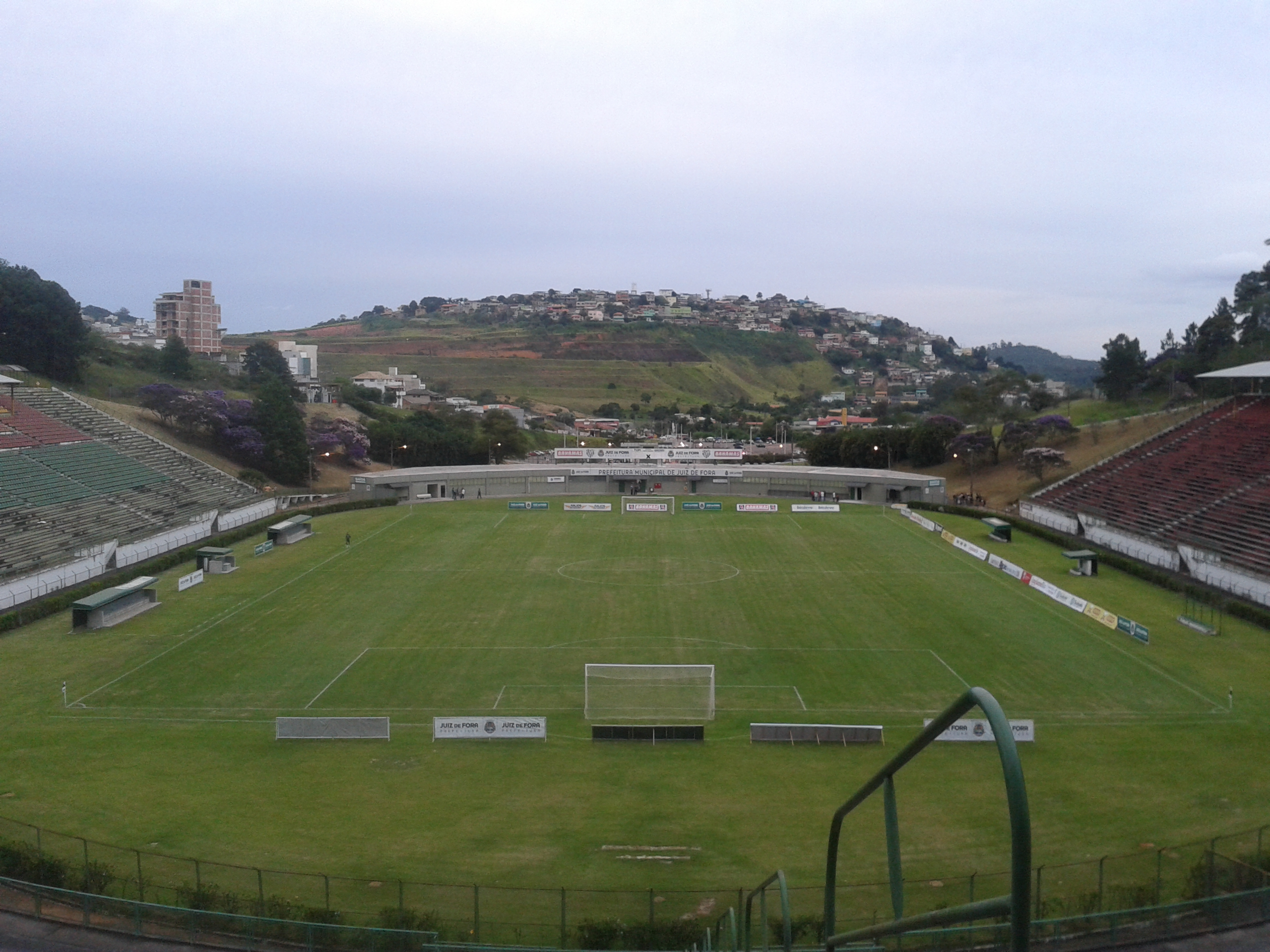
Mario Helênio
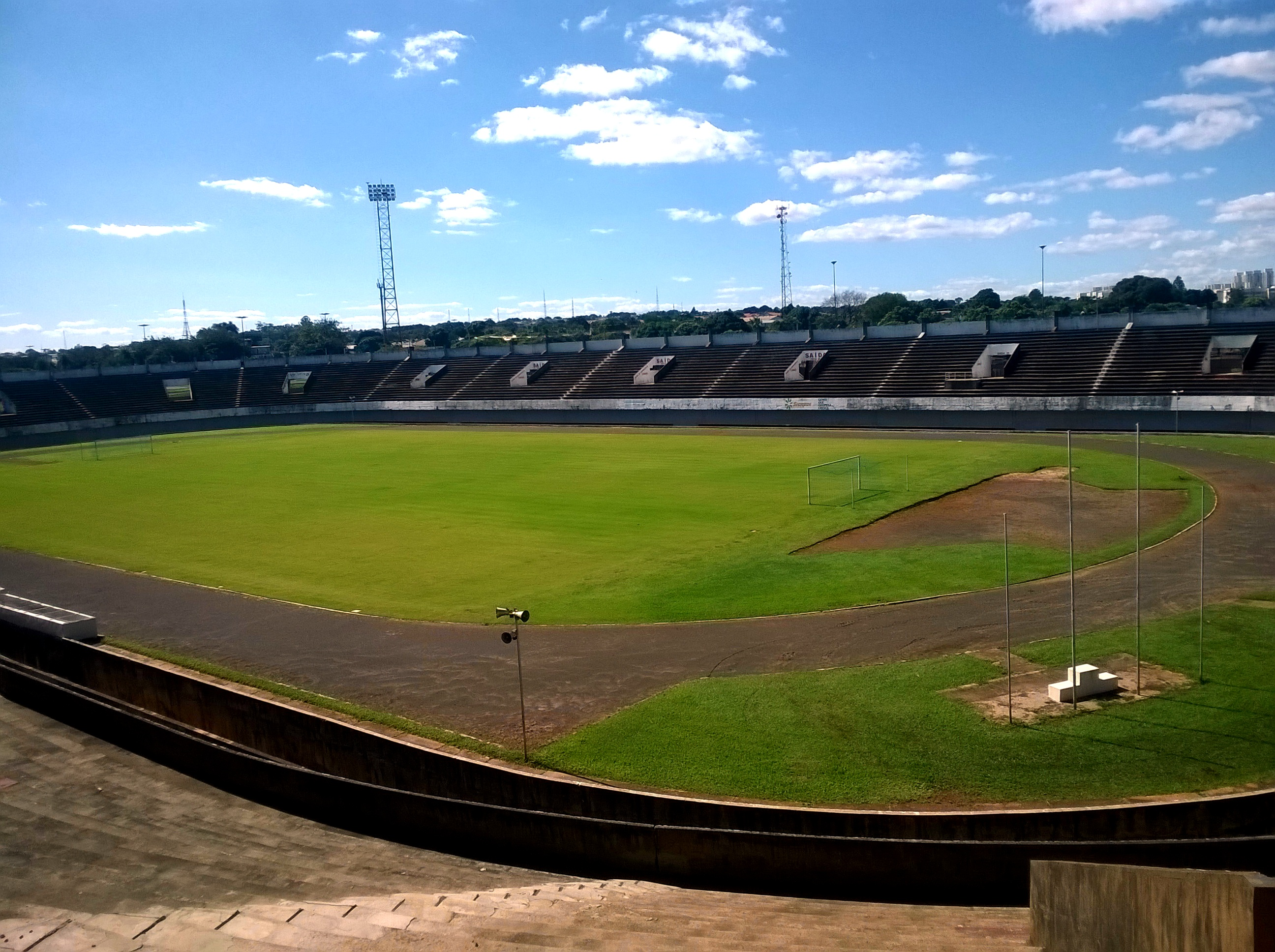
Morenão
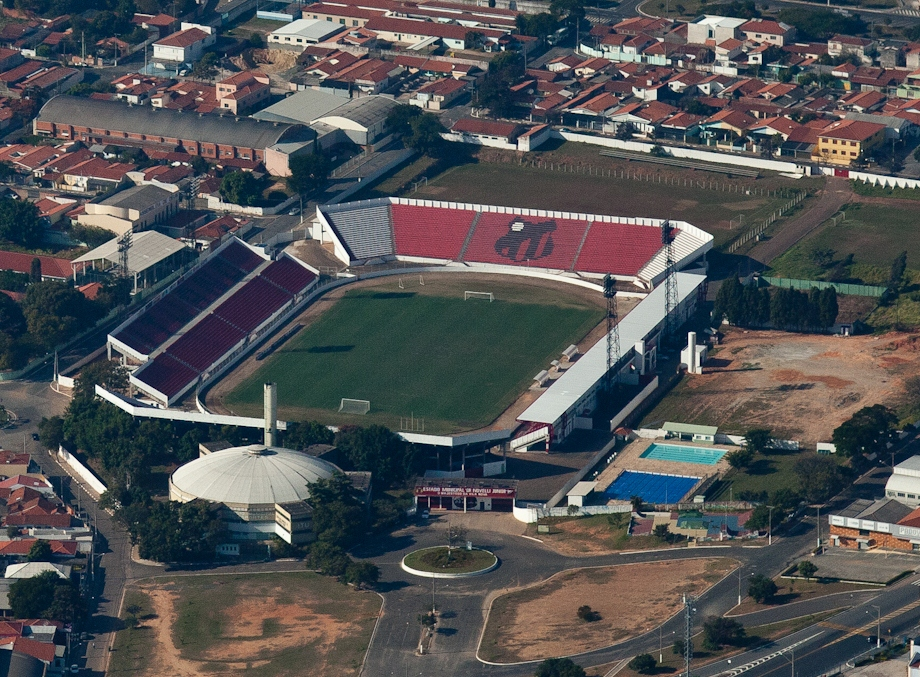
Novelli Júnior
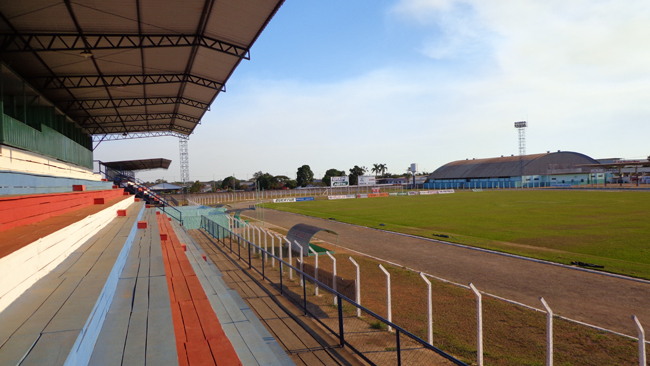
Portal da Amazônia
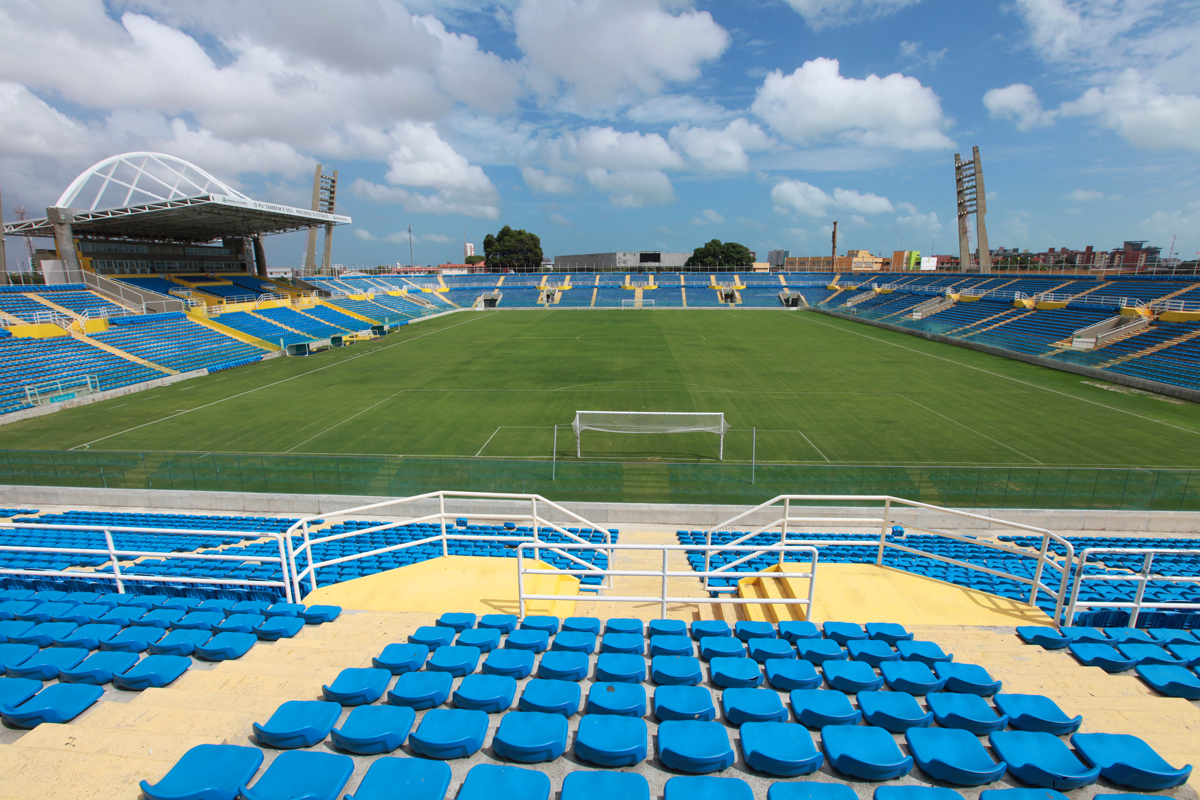
Presidente Vargas
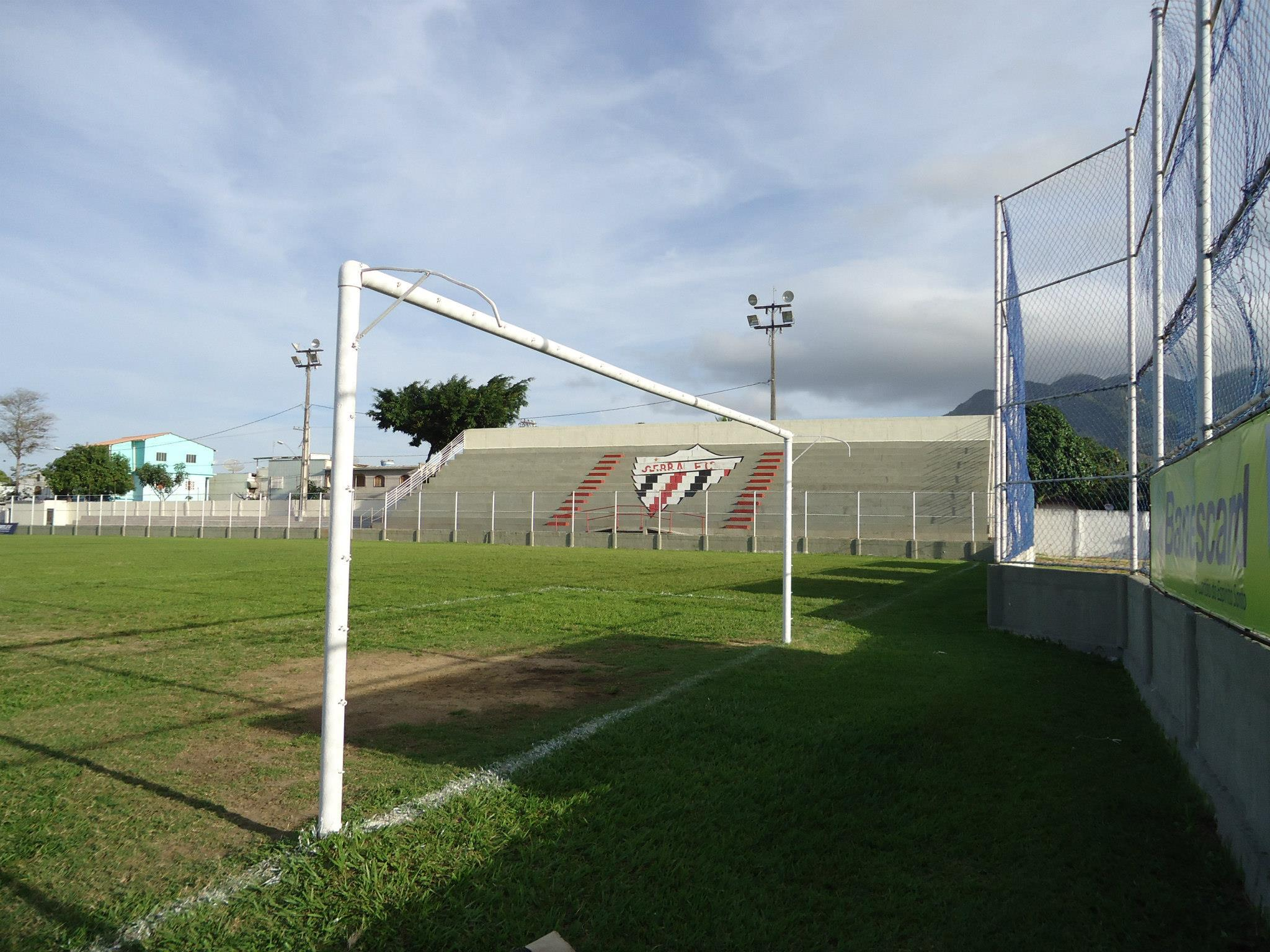
Robertão
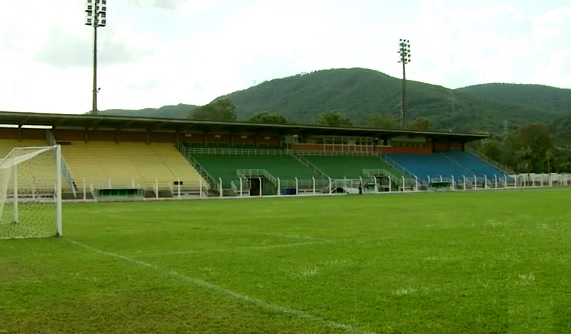
Ronaldão
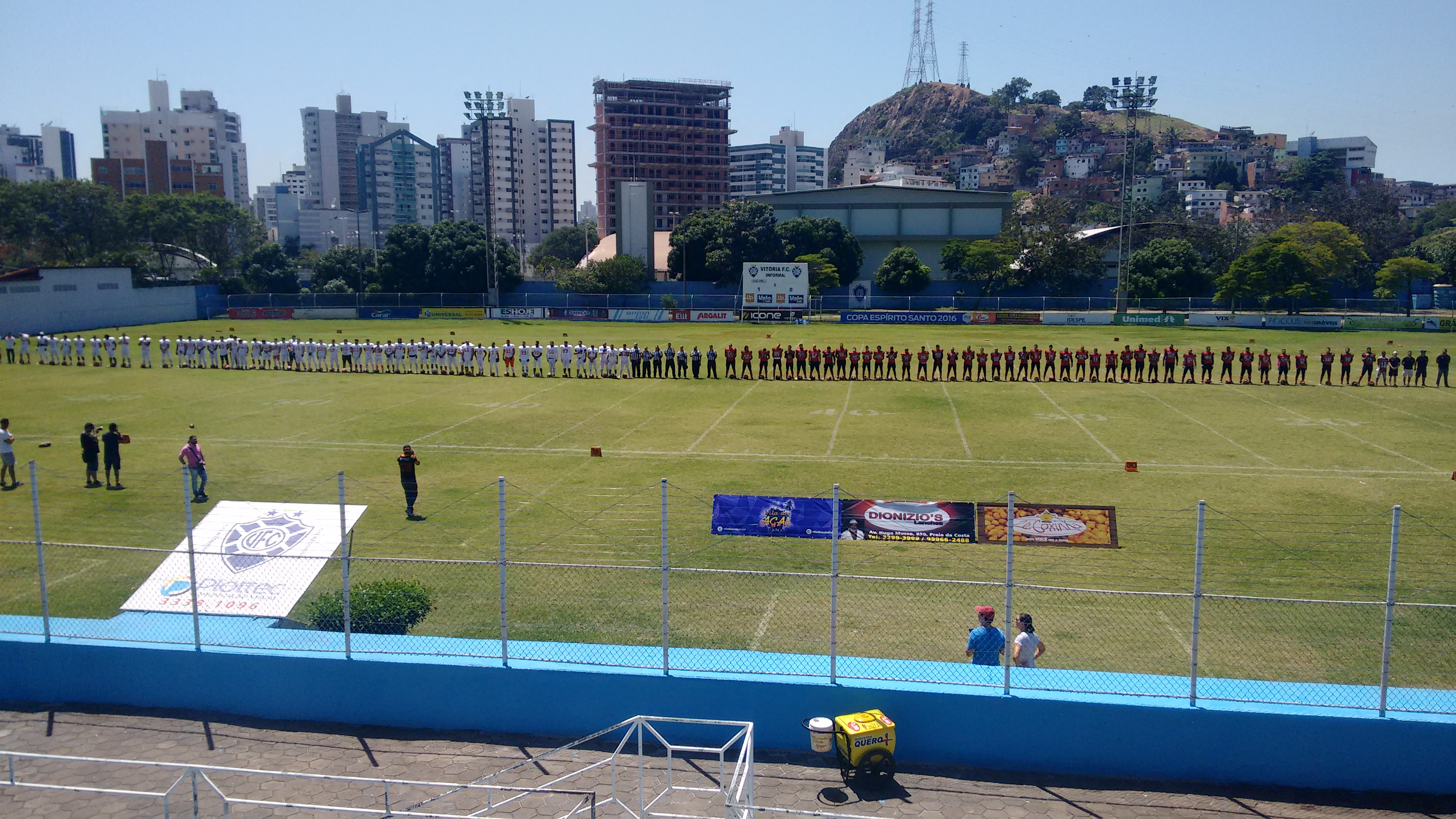
Salvador Costa
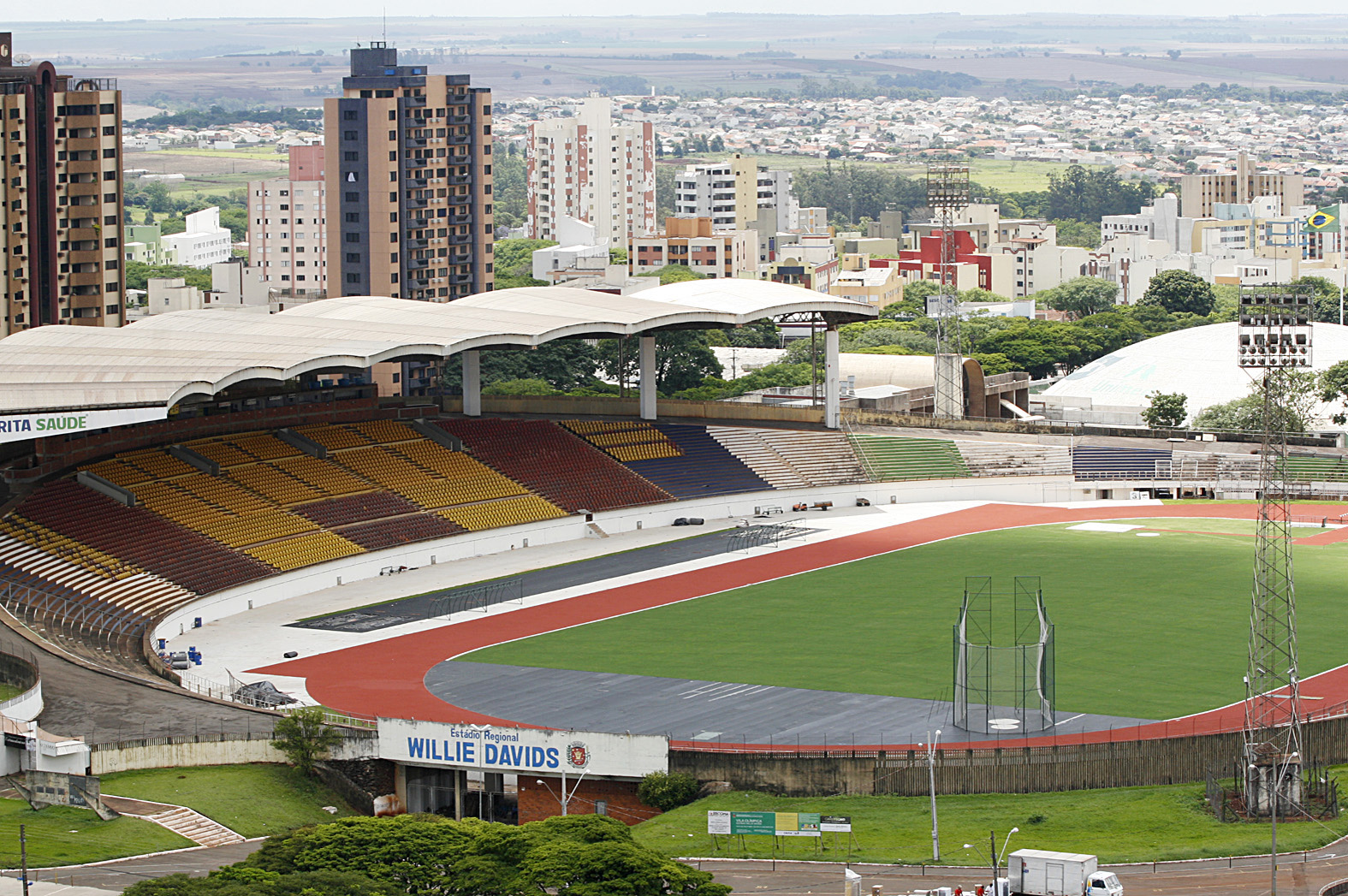
Willie Davids
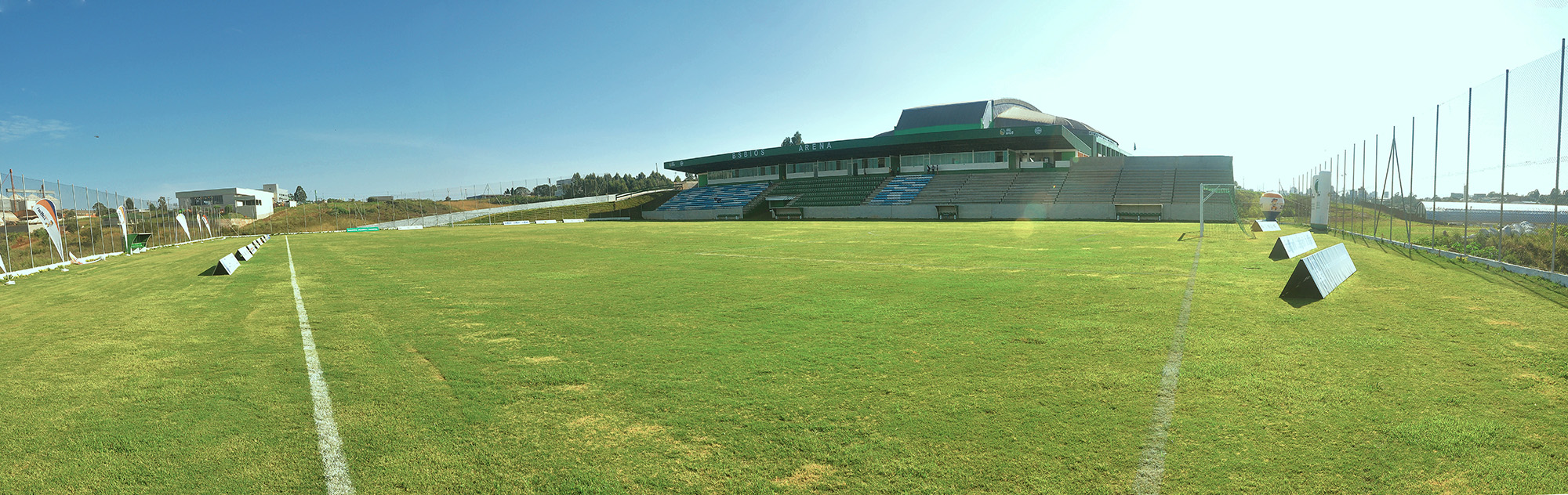
Wolmar Salton
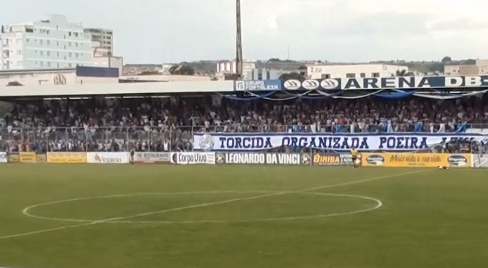
Zama Maciel
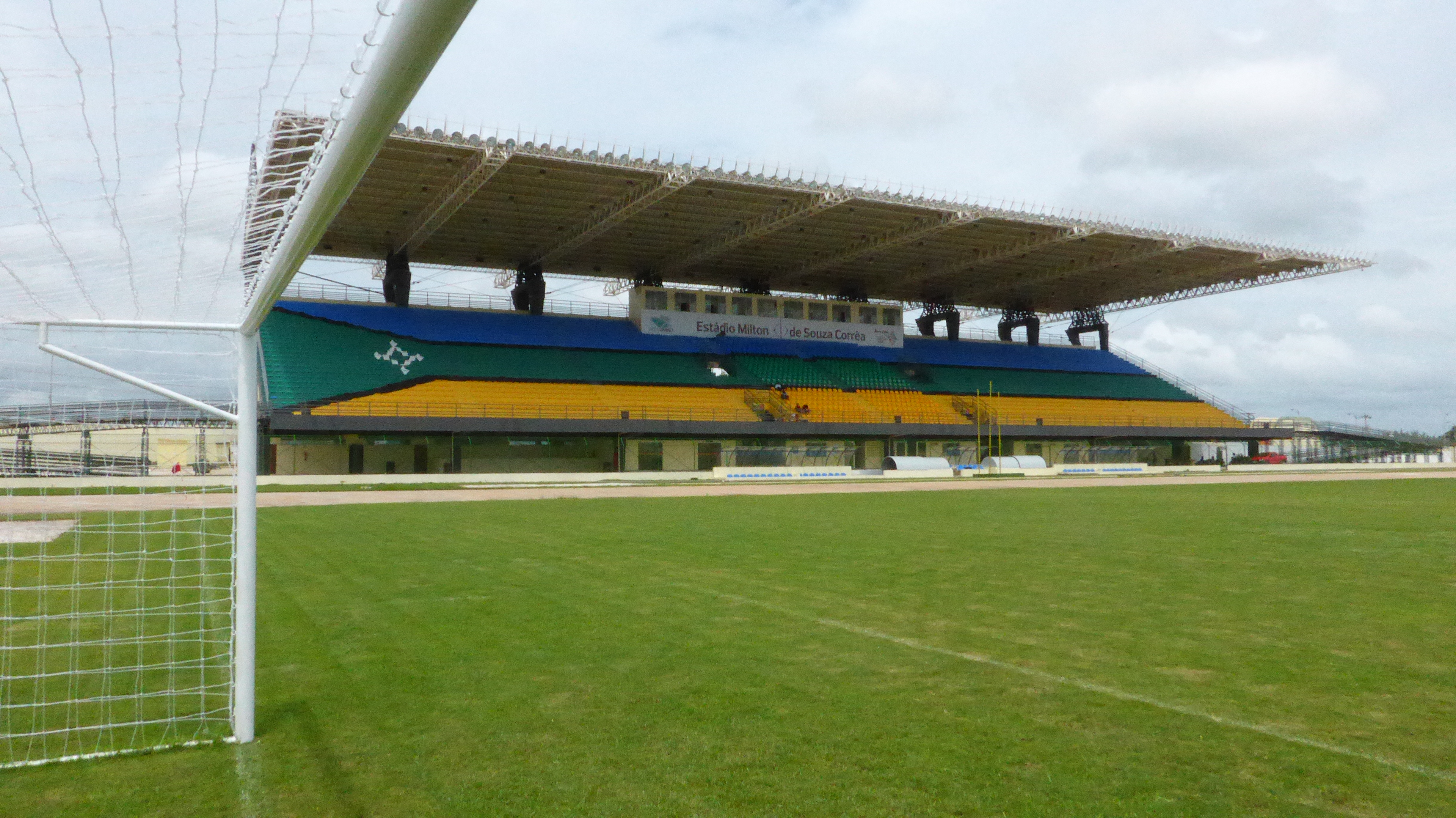
Zerão

### Outros estádios
Além dos estádios de mando usual, outros estádios foram utilizados devido a punições de perda de mando de campo impostas pelo Superior Tribunal de Justiça Desportiva ou por conta de problemas de interdição dos estádios usuais ou simplesmente por opção dos clubes em mandar seus jogos em outros locais, geralmente buscando uma melhor renda.

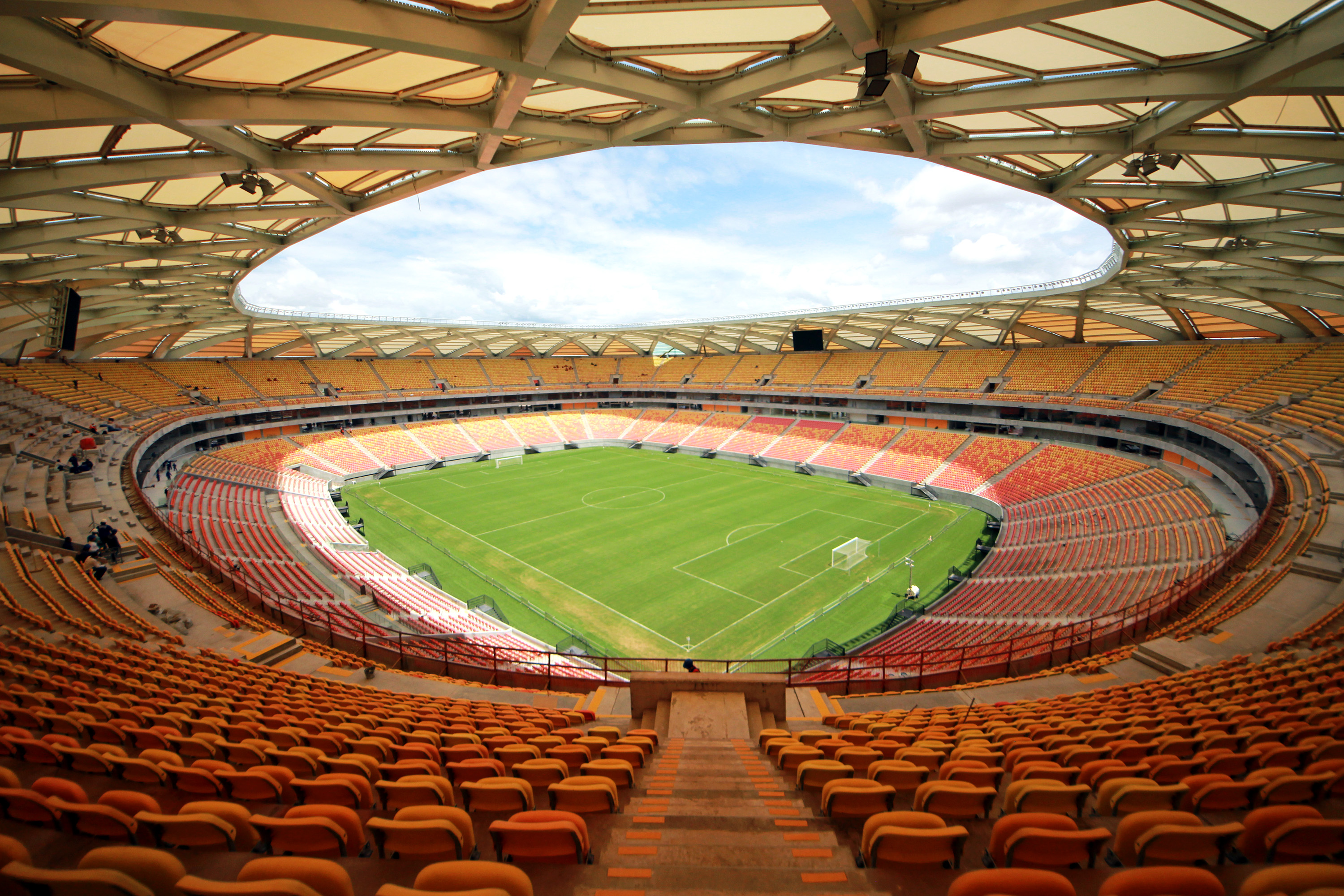
Arena da Amazônia (Manaus)
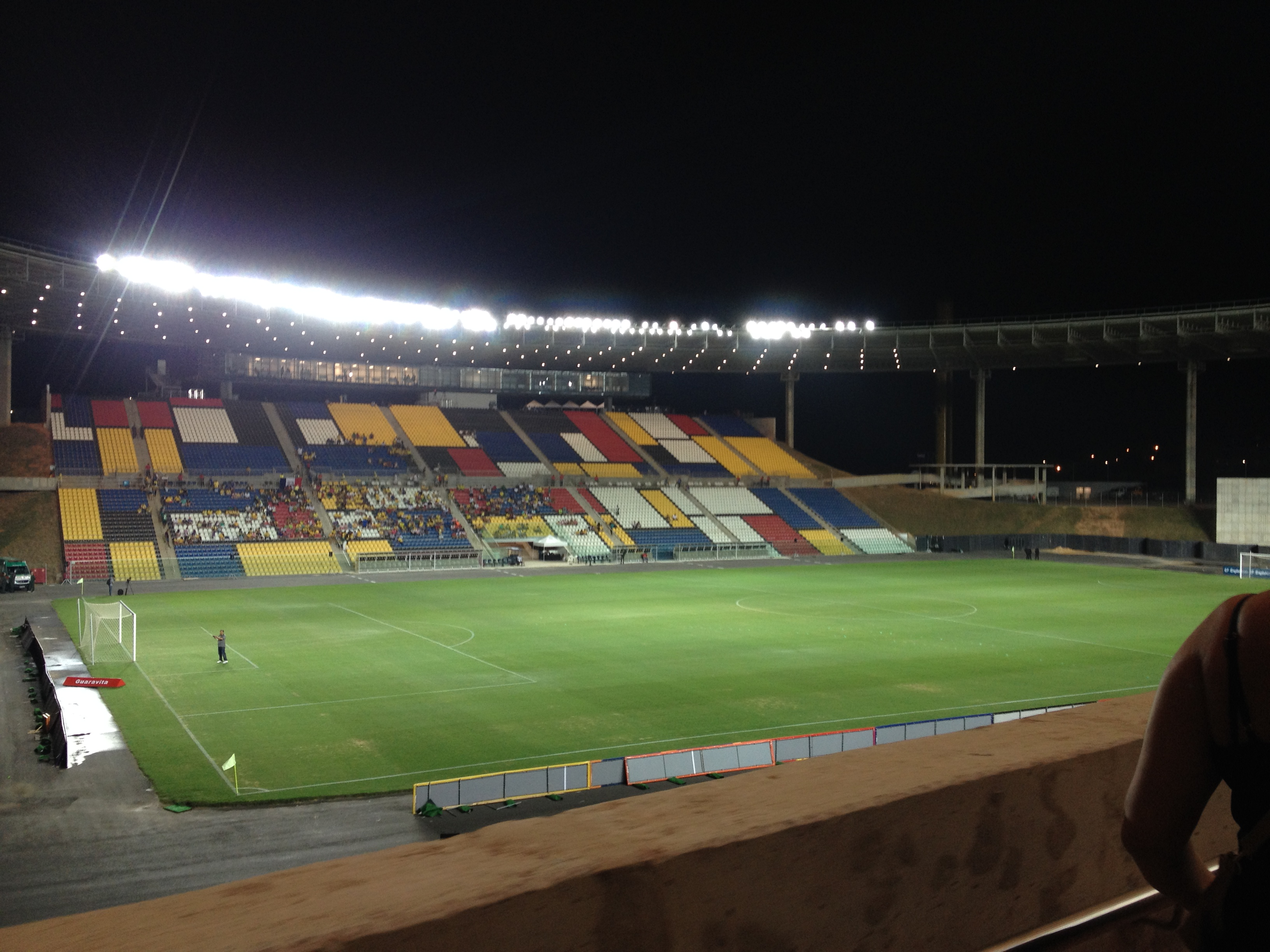
Kleber Andrade (Cariacica)
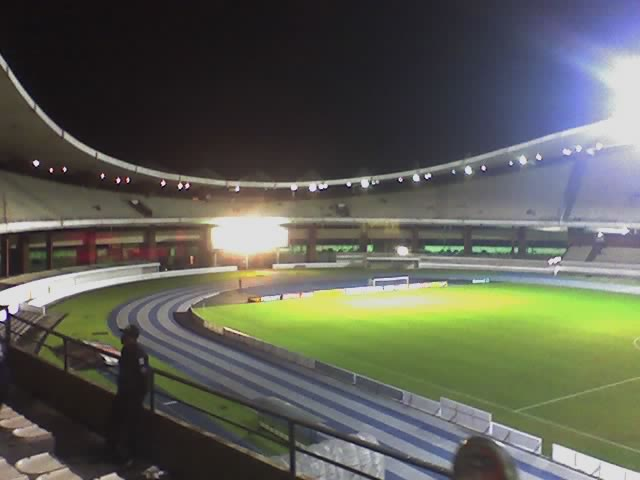
Mangueirão (Belém)
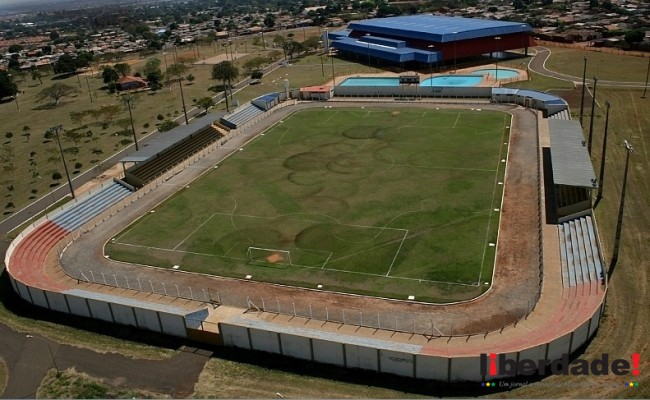
Moreninhas (Campo Grande)
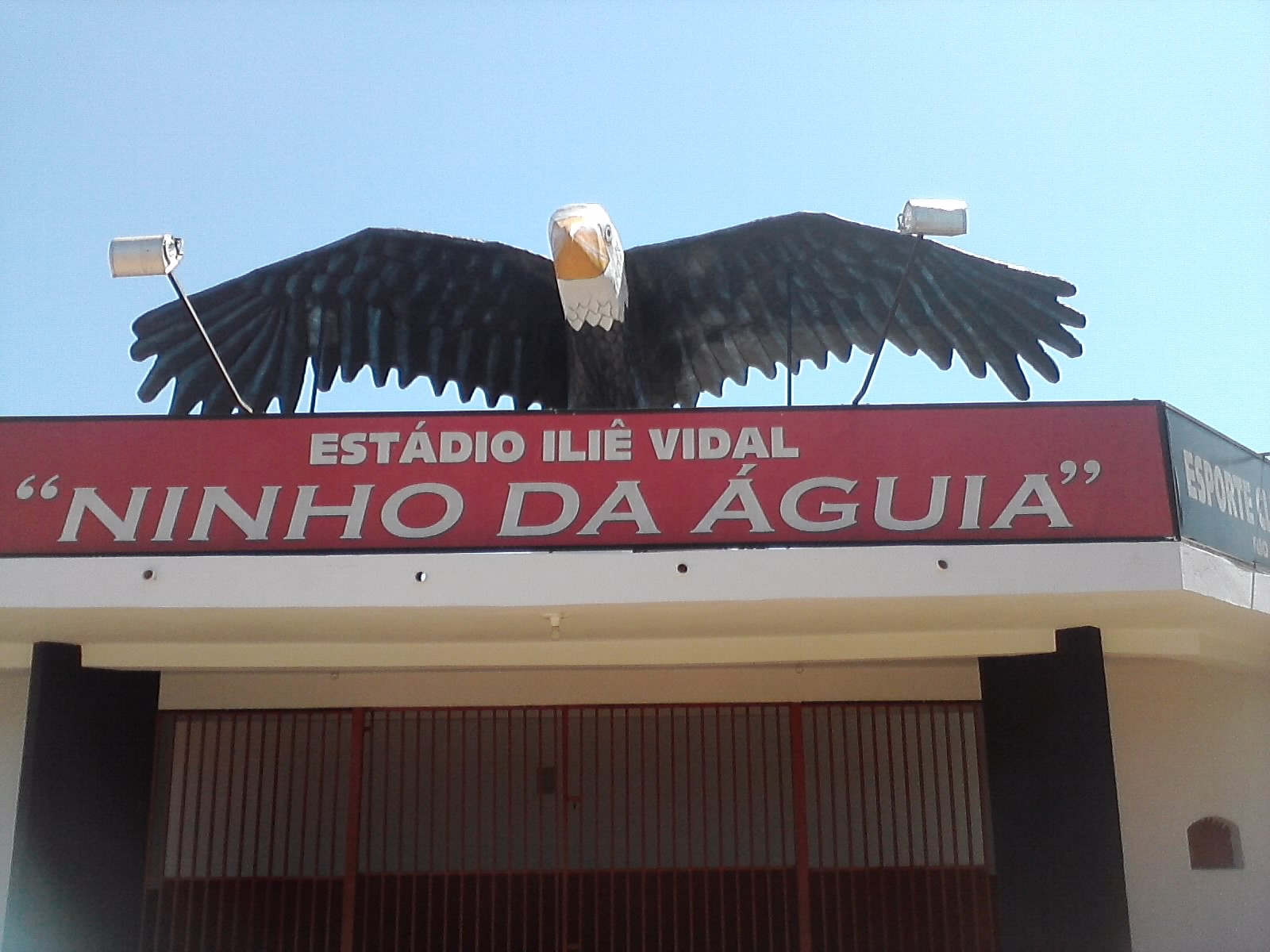
Ninho D'Águia (Rio Brilhante)
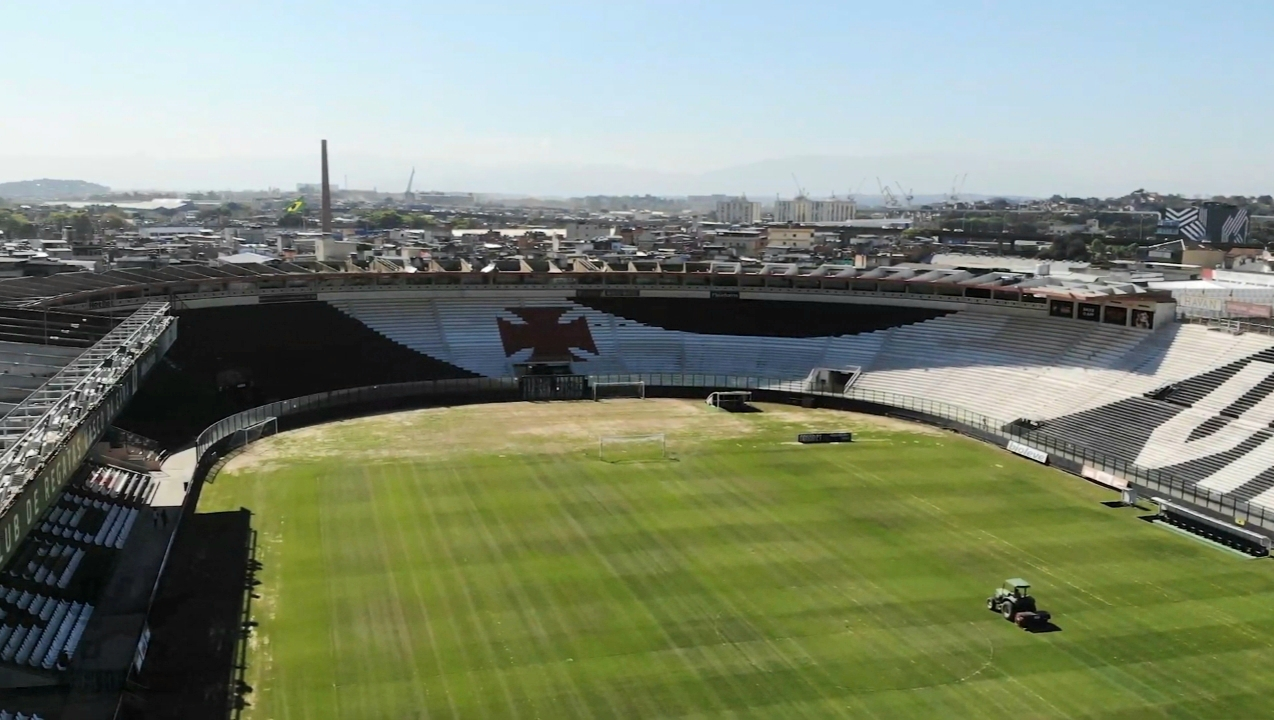
São Januário (Rio de Janeiro)

Também foram utilizados o Lindolfo Monteiro (Teresina) e o Serra do Lago (Luziânia).

## Primeira fase
A CBF divulgou a tabela oficial no dia 1 de março e agrupou as equipes de forma regionalizada. As datas, locais e horários das partidas foram divulgados no dia 19 de abril.
| Legenda | Legenda                                                          |
| ------- | ---------------------------------------------------------------- |
|         | Classificação para a próxima fase                                |
|         | Classificação para o índice técnico (15 melhores se classificam) |

### Grupo A1
| Pos | Equipes         | Pts | J | V | E | D | GP | GC | SG  |
| --- | --------------- | --- | - | - | - | - | -- | -- | --- |
| 1   | São Raimundo-RR | 12  | 6 | 4 | 0 | 2 | 15 | 6  | +9  |
| 2   | Fast Clube      | 9   | 6 | 2 | 3 | 1 | 9  | 5  | +4  |
| 3   | Barcelona-RO    | 8   | 6 | 2 | 2 | 2 | 7  | 10 | –3  |
| 4   | Rio Branco-AC   | 4   | 6 | 1 | 1 | 4 | 6  | 16 | –10 |

|                 | BCN | FAS | RBA | SRR |
| --------------- | --- | --- | --- | --- |
| Barcelona-RO    | —   | 1–1 | 2–1 | 1–0 |
| Fast Clube      | 1–1 | —   | 5–0 | 2–1 |
| Rio Branco-AC   | 3–1 | 0–0 | —   | 1–2 |
| São Raimundo-RR | 4–1 | 2–0 | 6–1 | —   |

### Grupo A2
| Pos | Equipes        | Pts | J | V | E | D | GP | GC | SG |
| --- | -------------- | --- | - | - | - | - | -- | -- | -- |
| 1   | Manaus         | 14  | 6 | 4 | 2 | 0 | 16 | 7  | +9 |
| 2   | Real Ariquemes | 11  | 6 | 3 | 2 | 1 | 9  | 9  | 0  |
| 3   | Galvez         | 6   | 6 | 1 | 3 | 2 | 10 | 12 | –2 |
| 4   | Santos-AP      | 1   | 6 | 0 | 1 | 5 | 3  | 10 | –7 |

|                | GAL | MAN | RAR | SAP |
| -------------- | --- | --- | --- | --- |
| Galvez         | —   | 2–2 | 2–3 | 1–1 |
| Manaus         | 5–2 | —   | 4–1 | 2–0 |
| Real Ariquemes | 1–1 | 1–1 | —   | 2–1 |
| Santos-AP      | 0–2 | 1–2 | 0–1 | —   |

### Grupo A3
| Pos | Equipes          | Pts | J | V | E | D | GP | GC | SG  |
| --- | ---------------- | --- | - | - | - | - | -- | -- | --- |
| 1   | Moto Club        | 14  | 6 | 4 | 2 | 0 | 16 | 4  | +12 |
| 2   | São Raimundo-PA  | 13  | 6 | 4 | 1 | 1 | 12 | 7  | +5  |
| 3   | Ypiranga-AP      | 5   | 6 | 1 | 2 | 3 | 8  | 13 | –5  |
| 4   | Atlético Roraima | 1   | 6 | 0 | 1 | 5 | 3  | 15 | –12 |

|                  | ATR | MOT | SRS | YCL |
| ---------------- | --- | --- | --- | --- |
| Atlético Roraima | —   | 0–2 | 1–2 | 1–2 |
| Moto Club        | 5–0 | —   | 2–1 | 5–1 |
| São Raimundo-PA  | 3–0 | 1–1 | —   | 4–3 |
| Ypiranga-AP      | 1–1 | 1–1 | 0–1 | —   |

### Grupo A4
| Pos | Equipes             | Pts | J | V | E | D | GP | GC | SG |
| --- | ------------------- | --- | - | - | - | - | -- | -- | -- |
| 1   | Bragantino-PA       | 9   | 6 | 3 | 0 | 3 | 8  | 7  | +1 |
| 2   | Floresta            | 9   | 6 | 2 | 3 | 1 | 11 | 7  | +4 |
| 3   | River-PI            | 9   | 6 | 2 | 3 | 1 | 10 | 7  | +3 |
| 4   | Santa Cruz de Natal | 5   | 6 | 1 | 2 | 3 | 6  | 14 | –8 |

|                     | BCP | FLO | RIV | SCN |
| ------------------- | --- | --- | --- | --- |
| Bragantino-PA       | —   | 3–2 | 1–0 | 0–1 |
| Floresta            | 3–1 | —   | 0–0 | 3–0 |
| River-PI            | 1–0 | 2–2 | —   | 5–2 |
| Santa Cruz de Natal | 0–3 | 1–1 | 2–2 | —   |

### Grupo A5
| Pos | Equipes           | Pts | J | V | E | D | GP | GC | SG |
| --- | ----------------- | --- | - | - | - | - | -- | -- | -- |
| 1   | Atlético Cearense | 15  | 6 | 5 | 0 | 1 | 12 | 6  | +6 |
| 2   | Central           | 9   | 6 | 3 | 0 | 3 | 10 | 7  | +3 |
| 3   | Altos             | 9   | 6 | 3 | 0 | 3 | 7  | 10 | –3 |
| 4   | Maranhão          | 3   | 6 | 1 | 0 | 5 | 10 | 16 | –6 |

|                   | ALT | ATC | CEN | MAR |
| ----------------- | --- | --- | --- | --- |
| Altos             | —   | 1–4 | 2–1 | 2–1 |
| Atlético Cearense | 1–0 | —   | 1–0 | 4–3 |
| Central           | 2–0 | 1–0 | —   | 3–0 |
| Maranhão          | 1–2 | 1–2 | 4–3 | —   |

### Grupo A6
| Pos | Equipes          | Pts | J | V | E | D | GP | GC | SG  |
| --- | ---------------- | --- | - | - | - | - | -- | -- | --- |
| 1   | América de Natal | 14  | 6 | 4 | 2 | 0 | 20 | 1  | +19 |
| 2   | América-PE       | 10  | 6 | 3 | 1 | 2 | 8  | 8  | 0   |
| 3   | Bahia de Feira   | 7   | 6 | 3 | 1 | 2 | 12 | 5  | +7  |
| 4   | Serrano-PB       | 0   | 6 | 0 | 0 | 6 | 2  | 28 | –26 |

|                  | AMP | AMN | BFE | SNO |
| ---------------- | --- | --- | --- | --- |
| América-PE       | —   | 0–0 | 1–0 | 1–0 |
| América de Natal | 4–0 | —   | 0–0 | 8–0 |
| Bahia de Feira   | 3–1 | 1–2 | —   | 3–1 |
| Serrano-PB       | 1–5 | 0–6 | 0–5 | —   |

### Grupo A7
| Pos | Equipes             | Pts | J | V | E | D | GP | GC | SG  |
| --- | ------------------- | --- | - | - | - | - | -- | -- | --- |
| 1   | Jacuipense          | 15  | 6 | 5 | 0 | 1 | 11 | 2  | +9  |
| 2   | ASA                 | 13  | 6 | 4 | 1 | 1 | 8  | 5  | +3  |
| 3   | Campinense          | 7   | 6 | 2 | 1 | 3 | 6  | 5  | +1  |
| 4   | Vitória das Tabocas | 0   | 6 | 0 | 0 | 6 | 3  | 16 | –13 |

|                     | ASA | CMP | JAC | VPE |
| ------------------- | --- | --- | --- | --- |
| ASA                 | —   | 2–1 | 1–0 | 2–1 |
| Campinense          | 0–0 | —   | 0–1 | 4–0 |
| Jacuipense          | 2–0 | 2–0 | —   | 2–0 |
| Vitória das Tabocas | 1–3 | 0–1 | 1–4 | —   |

### Grupo A8
| Pos | Equipes             | Pts | J | V | E | D | GP | GC | SG |
| --- | ------------------- | --- | - | - | - | - | -- | -- | -- |
| 1   | Fluminense de Feira | 12  | 6 | 3 | 3 | 0 | 8  | 4  | +4 |
| 2   | Salgueiro           | 10  | 6 | 2 | 4 | 0 | 8  | 6  | +2 |
| 3   | Sergipe             | 5   | 6 | 1 | 2 | 3 | 11 | 10 | +1 |
| 4   | Coruripe            | 4   | 6 | 1 | 1 | 4 | 2  | 9  | –7 |

|                     | CRP | FLF | SAL | SER |
| ------------------- | --- | --- | --- | --- |
| Coruripe            | —   | 0–1 | 0–0 | 0–4 |
| Fluminense de Feira | 2–0 | —   | 1–1 | 2–1 |
| Salgueiro           | 2–1 | 0–0 | —   | 4–3 |
| Sergipe             | 0–1 | 2–2 | 1–1 | —   |

### Grupo A9
| Pos | Equipes      | Pts | J | V | E | D | GP | GC | SG  |
| --- | ------------ | --- | - | - | - | - | -- | -- | --- |
| 1   | Itabaiana    | 13  | 6 | 4 | 1 | 1 | 9  | 5  | +4  |
| 2   | Juazeirense  | 11  | 6 | 3 | 2 | 1 | 8  | 4  | +4  |
| 3   | Aparecidense | 9   | 6 | 3 | 0 | 3 | 8  | 5  | +3  |
| 4   | Interporto   | 1   | 6 | 0 | 1 | 5 | 2  | 13 | –11 |

|              | APA | IPT | ITA | JZE |
| ------------ | --- | --- | --- | --- |
| Aparecidense | —   | 4–0 | 0–2 | 2–1 |
| Interporto   | 0–2 | —   | 1–2 | 1–1 |
| Itabaiana    | 1–0 | 3–0 | —   | 1–1 |
| Juazeirense  | 1–0 | 1–0 | 3–0 | —   |

### Grupo A10
| Pos | Equipes     | Pts | J | V | E | D | GP | GC | SG |
| --- | ----------- | --- | - | - | - | - | -- | -- | -- |
| 1   | Iporá       | 10  | 6 | 3 | 1 | 2 | 7  | 5  | +2 |
| 2   | Sinop       | 9   | 6 | 2 | 3 | 1 | 7  | 8  | –1 |
| 3   | Corumbaense | 7   | 6 | 2 | 1 | 3 | 9  | 9  | 0  |
| 4   | Palmas      | 6   | 6 | 1 | 3 | 2 | 5  | 6  | –1 |

|             | CMB | IPO | PMS | SIN |
| ----------- | --- | --- | --- | --- |
| Corumbaense | —   | 0–2 | 3–2 | 4–0 |
| Iporá       | 3–1 | —   | 1–0 | 0–2 |
| Palmas      | 1–0 | 0–0 | —   | 1–1 |
| Sinop       | 1–1 | 2–1 | 1–1 | —   |

### Grupo A11
| Pos | Equipes            | Pts | J | V | E | D | GP | GC | SG |
| --- | ------------------ | --- | - | - | - | - | -- | -- | -- |
| 1   | Patrocinense       | 10  | 6 | 3 | 1 | 2 | 9  | 7  | +2 |
| 2   | União Rondonópolis | 10  | 6 | 3 | 1 | 2 | 10 | 9  | +1 |
| 3   | Anapolina          | 8   | 6 | 2 | 2 | 2 | 6  | 6  | 0  |
| 4   | Operário-MS        | 5   | 6 | 1 | 2 | 3 | 6  | 9  | –3 |

|                    | ANA | OCG | PAT | UNR |
| ------------------ | --- | --- | --- | --- |
| Anapolina          | —   | 0–1 | 1–1 | 1–2 |
| Operário-MS        | 1–1 | —   | 1–2 | 0–2 |
| Patrocinense       | 0–1 | 2–1 | —   | 2–0 |
| União Rondonópolis | 1–2 | 2–2 | 3–2 | —   |

### Grupo A12
| Pos | Equipes       | Pts | J | V | E | D | GP | GC | SG |
| --- | ------------- | --- | - | - | - | - | -- | -- | -- |
| 1   | Caldense      | 16  | 6 | 5 | 1 | 0 | 7  | 1  | +6 |
| 2   | Vitória-ES    | 11  | 6 | 3 | 2 | 1 | 7  | 4  | +3 |
| 3   | Portuguesa-RJ | 7   | 6 | 2 | 1 | 3 | 5  | 6  | –1 |
| 4   | Sobradinho    | 0   | 6 | 0 | 0 | 6 | 1  | 9  | –8 |

|               | CAL | AAP | SOB | VFC |
| ------------- | --- | --- | --- | --- |
| Caldense      | —   | 2–1 | 1–0 | 0–0 |
| Portuguesa-RJ | 0–1 | —   | 2–0 | 1–1 |
| Sobradinho    | 0–1 | 0–1 | —   | 1–2 |
| Vitória-ES    | 0–2 | 2–0 | 2–0 | —   |

### Grupo A13
| Pos | Equipes     | Pts | J | V | E | D | GP | GC | SG  |
| --- | ----------- | --- | - | - | - | - | -- | -- | --- |
| 1   | Brasiliense | 12  | 6 | 3 | 3 | 0 | 5  | 2  | +3  |
| 2   | Ituano      | 11  | 6 | 3 | 2 | 1 | 11 | 3  | +8  |
| 3   | URT         | 6   | 6 | 1 | 3 | 2 | 2  | 3  | –1  |
| 4   | Serra       | 2   | 6 | 0 | 2 | 4 | 1  | 11 | –10 |

|             | BRS | ITU | SFC | URT |
| ----------- | --- | --- | --- | --- |
| Brasiliense | —   | 0–0 | 1–0 | 1–1 |
| Ituano      | 1–1 | —   | 4–0 | 1–0 |
| Serra       | 0–1 | 1–5 | —   | 0–0 |
| URT         | 0–1 | 1–0 | 0–0 | —   |

### Grupo A14
| Pos | Equipes       | Pts | J | V | E | D | GP | GC | SG  |
| --- | ------------- | --- | - | - | - | - | -- | -- | --- |
| 1   | Novorizontino | 14  | 6 | 4 | 2 | 0 | 13 | 3  | +10 |
| 2   | Hercílio Luz  | 9   | 6 | 3 | 0 | 3 | 5  | 6  | –1  |
| 3   | Itaboraí      | 5   | 6 | 1 | 2 | 3 | 6  | 10 | –4  |
| 4   | Tupi          | 5   | 6 | 1 | 2 | 3 | 5  | 10 | –5  |

|               | HER | ADI | NOV | TUP |
| ------------- | --- | --- | --- | --- |
| Hercílio Luz  | —   | 1–0 | 1–2 | 2–1 |
| Itaboraí      | 0–1 | —   | 1–1 | 5–1 |
| Novorizontino | 1–0 | 6–0 | —   | 1–1 |
| Tupi          | 2–0 | 0–0 | 0–2 | —   |

### Grupo A15
| Pos | Equipes       | Pts | J | V | E | D | GP | GC | SG  |
| --- | ------------- | --- | - | - | - | - | -- | -- | --- |
| 1   | Brusque       | 15  | 6 | 5 | 0 | 1 | 15 | 6  | +9  |
| 2   | Boavista-RJ   | 15  | 6 | 5 | 0 | 1 | 9  | 5  | +4  |
| 3   | Gaúcho        | 3   | 6 | 1 | 0 | 5 | 5  | 8  | –3  |
| 4   | Foz do Iguaçu | 3   | 6 | 1 | 0 | 5 | 3  | 13 | –10 |

|               | BVT | BRU | FOZ | GAU |
| ------------- | --- | --- | --- | --- |
| Boavista-RJ   | —   | 2–1 | 2–1 | 2–1 |
| Brusque       | 2–1 | —   | 5–0 | 3–2 |
| Foz do Iguaçu | 0–1 | 1–3 | —   | 1–0 |
| Gaúcho        | 0–1 | 0–1 | 2–0 | —   |

### Grupo A16
| Pos | Equipes     | Pts | J | V | E | D | GP | GC | SG |
| --- | ----------- | --- | - | - | - | - | -- | -- | -- |
| 1   | Cianorte    | 13  | 6 | 4 | 1 | 1 | 5  | 3  | +2 |
| 2   | Caxias      | 11  | 6 | 3 | 2 | 1 | 8  | 4  | +4 |
| 3   | São Caetano | 5   | 6 | 1 | 2 | 3 | 7  | 7  | 0  |
| 4   | Tubarão     | 4   | 6 | 1 | 1 | 4 | 7  | 13 | –6 |

|             | CAX | CIA | SCA | TUB |
| ----------- | --- | --- | --- | --- |
| Caxias      | —   | 2–0 | 1–0 | 2–0 |
| Cianorte    | 1–0 | —   | 0–0 | 1–0 |
| São Caetano | 1–1 | 0–1 | —   | 4–1 |
| Tubarão     | 2–2 | 1–2 | 3–2 | —   |

### Grupo A17
| Pos | Equipes     | Pts | J | V | E | D | GP | GC | SG |
| --- | ----------- | --- | - | - | - | - | -- | -- | -- |
| 1   | Avenida     | 10  | 6 | 3 | 1 | 2 | 6  | 5  | +1 |
| 2   | Ferroviária | 9   | 6 | 3 | 0 | 3 | 4  | 3  | +1 |
| 3   | Maringá     | 8   | 6 | 2 | 2 | 2 | 4  | 5  | –1 |
| 4   | Joinville   | 7   | 6 | 2 | 1 | 3 | 3  | 4  | –1 |

|             | AVE | FER | JOI | MGA |
| ----------- | --- | --- | --- | --- |
| Avenida     | —   | 1–0 | 2–1 | 1–0 |
| Ferroviária | 1–0 | —   | 1–0 | 0–1 |
| Joinville   | 1–0 | 1–0 | —   | 0–0 |
| Maringá     | 2–2 | 0–2 | 1–0 | —   |

### Desempenho por rodada
|           | 1   | 2   | 3   | 4   | 5   | 6   |
| Grupo A1  | BCN | FAS | SRR | SRR | SRR | SRR |
| Grupo A2  | RAR | MAN | MAN | MAN | MAN | MAN |
| Grupo A3  | MOT | MOT | MOT | MOT | MOT | MOT |
| Grupo A4  | RIV | SCN | RIV | RIV | RIV | BCP |
| Grupo A5  | ALT | ATC | ATC | ATC | ATC | ATC |
| Grupo A6  | AMN | AMN | AMN | AMN | AMN | AMN |
| Grupo A7  | JAC | JAC | JAC | JAC | JAC | JAC |
| Grupo A8  | SER | SER | SAL | FLF | FLF | FLF |
| Grupo A9  | ITA | JZE | APA | ITA | ITA | ITA |
| Grupo A10 | SIN | SIN | SIN | IPO | IPO | IPO |
| Grupo A11 | ANA | ANA | UNR | PAT | ANA | PAT |
| Grupo A12 | VFC | CAL | CAL | CAL | CAL | CAL |
| Grupo A13 | BRS | ITU | ITU | ITU | ITU | BRS |
| Grupo A14 | HER | NOV | NOV | HER | NOV | NOV |
| Grupo A15 | GAU | BRU | BRU | BRU | BRU | BRU |
| Grupo A16 | CAX | CIA | CAX | CIA | CAX | CIA |
| Grupo A17 | FER | AVE | AVE | AVE | FER | AVE |

|           | 1   | 2   | 3   | 4   | 5   | 6   |
| Grupo A1  | SRR | RBA | RBA | RBA | RBA | RBA |
| Grupo A2  | SAP | GAL | SAP | SAP | SAP | SAP |
| Grupo A3  | ATR | ATR | YCL | ATR | ATR | ATR |
| Grupo A4  | BCP | BCP | FLO | BCP | SCN | SCN |
| Grupo A5  | CEN | MAR | MAR | MAR | MAR | MAR |
| Grupo A6  | SNO | SNO | SNO | SNO | SNO | SNO |
| Grupo A7  | ASA | VPE | VPE | VPE | VPE | VPE |
| Grupo A8  | CRP | CRP | CRP | CRP | CRP | CRP |
| Grupo A9  | APA | IPT | IPT | IPT | IPT | IPT |
| Grupo A10 | IPO | IPO | PMS | PMS | PMS | PMS |
| Grupo A11 | UNR | OCG | OCG | OCG | OCG | OCG |
| Grupo A12 | SOB | SOB | SOB | SOB | SOB | SOB |
| Grupo A13 | URT | SFC | SFC | SFC | SFC | SFC |
| Grupo A14 | TUP | TUP | TUP | TUP | TUP | TUP |
| Grupo A15 | FOZ | FOZ | FOZ | FOZ | FOZ | FOZ |
| Grupo A16 | TUB | SCA | TUB | SCA | TUB | TUB |
| Grupo A17 | JOI | JOI | JOI | JOI | JOI | JOI |

## Classificação para a segunda fase
Para os confrontos da segunda fase, os 32 clubes classificados foram divididos em dois blocos: no Bloco I ficaram as 16 equipes classificadas em primeiro lugar com melhores campanhas na primeira fase; no Bloco II, a equipe classificada em primeiro lugar com pior campanha entre os primeiros colocados na primeira fase se juntou às 15 equipes classificadas em segundo lugar com melhores campanhas entre elas.
Classificação das equipes para a segunda fase
| Pos. | Primeiros dos grupos | Pts | J | V | E | D | GP | GC | SG  |
| ---- | -------------------- | --- | - | - | - | - | -- | -- | --- |
| 1    | Caldense             | 16  | 6 | 5 | 1 | 0 | 7  | 1  | +6  |
| 2    | Brusque              | 15  | 6 | 5 | 0 | 1 | 15 | 6  | +9  |
| 3    | Jacuipense           | 15  | 6 | 5 | 0 | 1 | 11 | 2  | +9  |
| 4    | Atlético Cearense    | 15  | 6 | 5 | 0 | 1 | 12 | 6  | +6  |
| 5    | América de Natal     | 14  | 6 | 4 | 2 | 0 | 20 | 1  | +19 |
| 6    | Moto Club            | 14  | 6 | 4 | 2 | 0 | 16 | 4  | +12 |
| 7    | Novorizontino        | 14  | 6 | 4 | 2 | 0 | 13 | 3  | +10 |
| 8    | Manaus               | 14  | 6 | 4 | 2 | 0 | 16 | 7  | +9  |
| 9    | Itabaiana            | 13  | 6 | 4 | 1 | 1 | 9  | 5  | +4  |
| 10   | Cianorte             | 13  | 6 | 4 | 1 | 1 | 5  | 3  | +2  |
| 11   | São Raimundo-RR      | 12  | 6 | 4 | 0 | 2 | 15 | 6  | +9  |
| 12   | Fluminense de Feira  | 12  | 6 | 3 | 3 | 0 | 8  | 4  | +4  |
| 13   | Brasiliense          | 12  | 6 | 3 | 3 | 0 | 5  | 2  | +3  |
| 14   | Patrocinense         | 10  | 6 | 3 | 1 | 2 | 9  | 7  | +2  |
| 15   | Iporá                | 10  | 6 | 3 | 1 | 2 | 7  | 5  | +2  |
| 16   | Avenida              | 10  | 6 | 3 | 1 | 2 | 6  | 5  | +1  |
| 17   | Bragantino-PA        | 9   | 6 | 3 | 0 | 3 | 8  | 7  | +1  |

| Pos. | Segundos dos grupos | Pts | J | V | E | D | GP | GC | SG |
| ---- | ------------------- | --- | - | - | - | - | -- | -- | -- |
| 1    | Boavista-RJ         | 15  | 6 | 5 | 0 | 1 | 9  | 5  | +4 |
| 2    | São Raimundo-PA     | 13  | 6 | 4 | 1 | 1 | 12 | 7  | +5 |
| 3    | ASA                 | 13  | 6 | 4 | 1 | 1 | 8  | 5  | +3 |
| 4    | Ituano              | 11  | 6 | 3 | 2 | 1 | 11 | 3  | +8 |
| 5    | Caxias              | 11  | 6 | 3 | 2 | 1 | 8  | 4  | +4 |
| 6    | Juazeirense         | 11  | 6 | 3 | 2 | 1 | 8  | 4  | +4 |
| 7    | Vitória-ES          | 11  | 6 | 3 | 2 | 1 | 7  | 4  | +3 |
| 8    | Real Ariquemes      | 11  | 6 | 3 | 2 | 1 | 9  | 9  | 0  |
| 9    | União Rondonópolis  | 10  | 6 | 3 | 1 | 2 | 10 | 9  | +1 |
| 10   | América-PE          | 10  | 6 | 3 | 1 | 2 | 8  | 8  | 0  |
| 11   | Salgueiro           | 10  | 6 | 2 | 4 | 0 | 8  | 6  | +2 |
| 12   | Central             | 9   | 6 | 3 | 0 | 3 | 10 | 7  | +3 |
| 13   | Ferroviária         | 9   | 6 | 3 | 0 | 3 | 4  | 3  | +1 |
| 14   | Hercílio Luz        | 9   | 6 | 3 | 0 | 3 | 5  | 6  | –1 |
| 15   | Floresta            | 9   | 6 | 2 | 3 | 1 | 11 | 7  | +4 |
| 16   | Fast Clube          | 9   | 6 | 2 | 3 | 1 | 9  | 5  | +4 |
| 17   | Sinop               | 9   | 6 | 2 | 3 | 1 | 7  | 8  | –1 |

|  |                                                                               |
|  | Classificados para o Bloco I (16 melhores primeiros colocados)                |
|  | Classificados para o Bloco II (pior primeiro colocado e 15 melhores segundos) |
|  | Eliminados na primeira fase (dois piores segundos colocados)                  |

As 16 equipes classificadas para o Bloco I receberam numeração de 1 a 16 de acordo com a ordem numérica de seus grupos de origem. Já as 16 equipes classificadas para o Bloco II receberam numeração de 17 a 32 de acordo com a ordem numérica de seus grupos de origem. Em caso de duas equipes oriundas de um mesmo grupo estarem no mesmo bloco, o que só é possível no Bloco II, a equipe que terminou em primeiro lugar recebe o menor número.
Numeração das equipes nos blocos
| Bloco I | Bloco I | Bloco I             |
| Nº      | Grupo   | Equipes             |
| ------- | ------- | ------------------- |
| 1       | A1      | São Raimundo-RR     |
| 2       | A2      | Manaus              |
| 3       | A3      | Moto Club           |
| 4       | A5      | Atlético Cearense   |
| 5       | A6      | América de Natal    |
| 6       | A7      | Jacuipense          |
| 7       | A8      | Fluminense de Feira |
| 8       | A9      | Itabaiana           |
| 9       | A10     | Iporá               |
| 10      | A11     | Patrocinense        |
| 11      | A12     | Caldense            |
| 12      | A13     | Brasiliense         |
| 13      | A14     | Novorizontino       |
| 14      | A15     | Brusque             |
| 15      | A16     | Cianorte            |
| 16      | A17     | Avenida             |

| Bloco II | Bloco II | Bloco II           |
| Nº       | Grupo    | Equipes            |
| -------- | -------- | ------------------ |
| 17       | A2       | Real Ariquemes     |
| 18       | A3       | São Raimundo-PA    |
| 19       | A4       | Bragantino-PA      |
| 20       | A4       | Floresta           |
| 21       | A5       | Central            |
| 22       | A6       | América-PE         |
| 23       | A7       | ASA                |
| 24       | A8       | Salgueiro          |
| 25       | A9       | Juazeirense        |
| 26       | A11      | União Rondonópolis |
| 27       | A12      | Vitória-ES         |
| 28       | A13      | Ituano             |
| 29       | A14      | Hercílio Luz       |
| 30       | A15      | Boavista-RJ        |
| 31       | A16      | Caxias             |
| 32       | A17      | Ferroviária        |

## Segunda fase
O cruzamento das equipes na segunda fase se deu de forma regionalizada, com os confrontos ocorrendo do seguinte modo: o primeiro de cada bloco enfrenta o segundo do outro (equipe 1 x equipe 18 e equipe 2 x equipe 17); o terceiro de cada bloco enfrenta o quarto do outro (equipe 3 x equipe 20 e equipe 4 x equipe 19) e assim por diante, até que o 15º de cada bloco enfrenta o 16º do outro (equipe 15 x equipe 32 e equipe 16 x equipe 31).
Em itálico, os times que possuem o mando de campo no primeiro jogo do confronto e em negrito os times classificados.
| Equipe 1           | Total       | Equipe 2            | 1.º jogo | 2.º jogo |
| ------------------ | ----------- | ------------------- | -------- | -------- |
| São Raimundo-PA    | 2–1         | São Raimundo-RR     | 1–0      | 1–1      |
| Real Ariquemes     | 2–6         | Manaus              | 1–2      | 1–4      |
| Floresta           | 5–3         | Moto Club           | 3–3      | 2–0      |
| Bragantino-PA      | 4–2         | Atlético Cearense   | 3–0      | 1–2      |
| América-PE         | 1–2         | América de Natal    | 1–0      | 0–2      |
| Central            | 3–3 (3–5 p) | Jacuipense          | 2–0      | 1–3      |
| Salgueiro          | 1–2         | Fluminense de Feira | 1–1      | 0–1      |
| ASA                | 3–4         | Itabaiana           | 2–0      | 1–4      |
| União Rondonópolis | 2–5         | Iporá               | 2–3      | 0–2      |
| Juazeirense        | 1–1 (5–4 p) | Patrocinense        | 1–0      | 0–1      |
| Ituano             | 4–1         | Caldense            | 2–1      | 2–0      |
| Vitória-ES         | 2–1         | Brasiliense         | 0–0      | 2–1      |
| Boavista-RJ        | 1–1 (4–2 p) | Novorizontino       | 0–1      | 1–0      |
| Hercílio Luz       | 0–2         | Brusque             | 0–0      | 0–2      |
| Ferroviária        | 0–0 (3–4 p) | Cianorte            | 0–0      | 0–0      |
| Caxias             | 0–0 (6–5 p) | Avenida             | 0–0      | 0–0      |

## Terceira fase
Os confrontos na terceira fase (oitavas de final) continuam regionalizados, de acordo com o diagrama das fases. O clube de melhor campanha na soma das duas primeiras fases fará a partida de volta como mandante.
Em itálico, os times que possuem o mando de campo no primeiro jogo do confronto e em negrito os times classificados.
| Equipe 1            | Total       | Equipe 2   | 1.º jogo | 2.º jogo |
| ------------------- | ----------- | ---------- | -------- | -------- |
| São Raimundo-PA     | 1–1 (3–4 p) | Manaus     | 1–0      | 0–1      |
| Bragantino-PA       | 1–3         | Floresta   | 0–0      | 1–3      |
| América de Natal    | 0–1         | Jacuipense | 0–0      | 0–1      |
| Fluminense de Feira | 0–3         | Itabaiana  | 0–1      | 0–2      |
| Juazeirense         | 1–1 (4–3 p) | Iporá      | 1–1      | 0–0      |
| Vitória-ES          | 1–2         | Ituano     | 0–0      | 1–2      |
| Boavista-RJ         | 1–4         | Brusque    | 1–1      | 0–3      |
| Caxias              | 2–1         | Cianorte   | 0–0      | 2–1      |

## Fase final
A partir da quarta fase (quartas de final), os confrontos deixam de ser regionalizados. Dessa fase em diante, a equipe de melhor campanha, somando-se todas as fases anteriores, enfrenta a de pior campanha; a equipe de segunda melhor campanha enfrenta a de segunda pior campanha, e assim sucessivamente até a final.
Tabela de classificação após as oitavas de final
| Bloco III | Bloco III   | Bloco III | Bloco III | Bloco III | Bloco III | Bloco III | Bloco III | Bloco III | Bloco III |
| Pos.      | Equipes     | Pts       | J         | V         | E         | D         | GP        | GC        | SG        |
| --------- | ----------- | --------- | --------- | --------- | --------- | --------- | --------- | --------- | --------- |
| 1         | Brusque     | 23        | 10        | 7         | 2         | 1         | 21        | 7         | +14       |
| 2         | Manaus      | 23        | 10        | 7         | 2         | 1         | 23        | 10        | +13       |
| 3         | Jacuipense  | 22        | 10        | 7         | 1         | 2         | 15        | 5         | +10       |
| 4         | Itabaiana   | 22        | 10        | 7         | 1         | 2         | 16        | 8         | +8        |
| 5         | Ituano      | 21        | 10        | 6         | 3         | 1         | 17        | 5         | +12       |
| 6         | Floresta    | 17        | 10        | 4         | 5         | 1         | 19        | 11        | +8        |
| 7         | Caxias      | 17        | 10        | 4         | 5         | 1         | 10        | 5         | +5        |
| 8         | Juazeirense | 16        | 10        | 4         | 4         | 2         | 10        | 6         | +4        |

Tabela de classificação após as quartas de final
| Bloco III | Bloco III  | Bloco III | Bloco III | Bloco III | Bloco III | Bloco III | Bloco III | Bloco III | Bloco III |
| Pos.      | Equipes    | Pts       | J         | V         | E         | D         | GP        | GC        | SG        |
| --------- | ---------- | --------- | --------- | --------- | --------- | --------- | --------- | --------- | --------- |
| 1         | Brusque    | 26        | 12        | 8         | 2         | 2         | 25        | 8         | +17       |
| 2         | Manaus     | 26        | 12        | 8         | 2         | 2         | 26        | 11        | +15       |
| 3         | Jacuipense | 26        | 12        | 8         | 2         | 2         | 18        | 7         | +11       |
| 4         | Ituano     | 24        | 12        | 7         | 3         | 2         | 20        | 7         | +13       |

Tabela de classificação após a semifinal
| Bloco III | Bloco III | Bloco III | Bloco III | Bloco III | Bloco III | Bloco III | Bloco III | Bloco III | Bloco III |
| Pos.      | Equipes   | Pts       | J         | V         | E         | D         | GP        | GC        | SG        |
| --------- | --------- | --------- | --------- | --------- | --------- | --------- | --------- | --------- | --------- |
| 1         | Manaus    | 30        | 14        | 9         | 3         | 2         | 28        | 12        | +16       |
| 2         | Brusque   | 29        | 14        | 9         | 2         | 3         | 27        | 10        | +17       |

Tabela até a final
|  | Quartas de final | Quartas de final | Quartas de final | Quartas de final |       |            | Semifinais                | Semifinais                | Semifinais                | Semifinais                |  |               | Final             | Final             | Final             | Final             |  |  |
|  | 13 a 21 de julho | 13 a 21 de julho | 13 a 21 de julho | 13 a 21 de julho |       |            | 28 de julho a 4 de agosto | 28 de julho a 4 de agosto | 28 de julho a 4 de agosto | 28 de julho a 4 de agosto |  |               | 11 e 18 de agosto | 11 e 18 de agosto | 11 e 18 de agosto | 11 e 18 de agosto |  |  |
|  |                  |                  |                  |                  |       |            |                           |                           |                           |                           |  |               |                   |                   |                   |                   |  |  |
|  | Ituano           | 3                | 0                | 3                |       |            |                           |                           |                           |                           |  |               |                   |                   |                   |                   |  |  |
|  | Itabaiana        | 1                | 1                | 2                |       |            |                           |                           |                           |                           |  |               |                   |                   |                   |                   |  |  |
|  | Itabaiana        | 1                | 1                | 2                |       | Ituano     | 2                         | 0                         | 2 (3)                     |                           |  |               |                   |                   |                   |                   |  |  |
|  |                  |                  |                  |                  |       | Ituano     | 2                         | 0                         | 2 (3)                     |                           |  |               |                   |                   |                   |                   |  |  |
|  |                  | Brusque (pen)    | 0                | 2                | 2 (4) |            |                           |                           |                           |                           |  |               |                   |                   |                   |                   |  |  |
|  | Juazeirense      | Brusque (pen)    | 0                | 2                | 2 (4) | 1          | 0                         | 1                         |                           |                           |  |               |                   |                   |                   |                   |  |  |
|  | Juazeirense      |                  |                  |                  |       | 1          | 0                         | 1                         |                           |                           |  |               |                   |                   |                   |                   |  |  |
|  | Brusque          | 0                | 4                | 4                |       |            |                           |                           |                           |                           |  |               |                   |                   |                   |                   |  |  |
|  | Brusque          | 0                | 4                | 4                |       |            |                           |                           |                           |                           |  | Brusque (pen) | 2                 | 2                 | 4 (6)             |                   |  |  |
|  |                  |                  |                  |                  |       |            |                           |                           |                           |                           |  | Brusque (pen) | 2                 | 2                 | 4 (6)             |                   |  |  |
|  |                  | Manaus           | 2                | 2                | 4 (5) |            |                           |                           |                           |                           |  |               |                   |                   |                   |                   |  |  |
|  | Floresta         | Manaus           | 2                | 2                | 4 (5) | 2          | 0                         | 2                         |                           |                           |  |               |                   |                   |                   |                   |  |  |
|  | Floresta         |                  |                  |                  |       | 2          | 0                         | 2                         |                           |                           |  |               |                   |                   |                   |                   |  |  |
|  | Jacuipense       | 2                | 1                | 3                |       |            |                           |                           |                           |                           |  |               |                   |                   |                   |                   |  |  |
|  | Jacuipense       | 2                | 1                | 3                |       | Jacuipense | 1                         | 0                         | 1                         |                           |  |               |                   |                   |                   |                   |  |  |
|  |                  |                  |                  |                  |       | Jacuipense | 1                         | 0                         | 1                         |                           |  |               |                   |                   |                   |                   |  |  |
|  |                  | Manaus           | 1                | 1                | 2     |            |                           |                           |                           |                           |  |               |                   |                   |                   |                   |  |  |
|  | Caxias           | Manaus           | 1                | 1                | 2     | 1          | 0                         | 1                         |                           |                           |  |               |                   |                   |                   |                   |  |  |
|  | Caxias           |                  |                  |                  |       | 1          | 0                         | 1                         |                           |                           |  |               |                   |                   |                   |                   |  |  |
|  | Manaus           | 0                | 3                | 3                |       |            |                           |                           |                           |                           |  |               |                   |                   |                   |                   |  |  |

| Aumento | Equipes promovidas à Série C de 2020 |

## Artilharia
| Gols | Jogador         | Time      |
| ---- | --------------- | --------- |
| 10   | Júnior Pirambu  | Brusque   |
| 8    | Gui Mendes      | Ituano    |
| 8    | Hamilton        | Manaus    |
| 8    | Mateus Oliveira | Manaus    |
| 8    | Thiago Alagoano | Brusque   |
| 7    | Paulo Vyctor    | Floresta  |
| 6    | Wallace Lima    | Moto Club |

### Hat-tricks
| Jogador         | Clube          | Adversário          | Placar | Data       | Ref.   |
| --------------- | -------------- | ------------------- | ------ | ---------- | ------ |
| Gui Mendes      | Ituano         | Serra               | 5–1    | 11 de maio | [ 19 ] |
| Willian Anicete | Salgueiro      | Sergipe             | 4–3    | 18 de maio | [ 20 ] |
| Gui Mendes      | Ituano         | Serra               | 4–0    | 1 de junho | [ 21 ] |
| Ebinho          | Bahia de Feira | Serrano-PB          | 5–0    | 1 de junho | [ 22 ] |
| Joélson         | Central        | Maranhão            | 3–4    | 2 de junho | [ 23 ] |
| Paulo Vyctor    | Floresta       | Santa Cruz de Natal | 3–0    | 9 de junho | [ 24 ] |

### Poker-tricks
| Jogador | Clube            | Adversário | Placar | Data      | Ref.   |
| ------- | ---------------- | ---------- | ------ | --------- | ------ |
| Max     | América de Natal | Serrano-PB | 6–0    | 4 de maio | [ 25 ] |

## Premiação
| Campeonato Brasileiro 2019 Série D        |
| Santa Catarina                            |
| ----------------------------------------- |
| Brusque Futebol Clube Campeão (1º título) |

## Maiores públicos
Estes são os dez maiores públicos do Campeonato:
| Nº | Público | Mandante         | Placar | Visitante      | Estádio           | Data         | Rodada    | Ref.   |
| -- | ------- | ---------------- | ------ | -------------- | ----------------- | ------------ | --------- | ------ |
| 1  | 36 215  | Manaus           | 2–2    | Brusque        | Arena da Amazônia | 18 de agosto | Final     | [ 28 ] |
| 2  | 31 369  | Manaus           | 3–0    | Caxias         | Arena da Amazônia | 20 de julho  | Quartas   | [ 29 ] |
| 3  | 13 529  | América de Natal | 0–0    | Jacuipense     | Arena das Dunas   | 30 de junho  | 3ª fase   | [ 30 ] |
| 4  | 12 316  | Manaus           | 1–0    | Jacuipense     | Arena da Amazônia | 3 de agosto  | Semifinal | [ 31 ] |
| 5  | 9 618   | América de Natal | 2–0    | América-PE     | Arena das Dunas   | 23 de junho  | 2ª fase   | [ 32 ] |
| 6  | 6 502   | América de Natal | 0–0    | Bahia de Feira | Arena das Dunas   | 18 de maio   | 3ª        | [ 33 ] |
| 7  | 5 825   | América de Natal | 4–0    | América-PE     | Arena das Dunas   | 11 de maio   | 2ª        | [ 34 ] |
| 8  | 5 519   | América de Natal | 8–0    | Serrano-PB     | Arena das Dunas   | 8 de junho   | 6ª        | [ 35 ] |
| 9  | 4 182   | Brusque          | 2–2    | Manaus         | Augusto Bauer     | 11 de agosto | Final     | [ 36 ] |
| 10 | 4 040   | Brusque          | 4–0    | Juazeirense    | Augusto Bauer     | 21 de julho  | Quartas   | [ 37 ] |

## Menores públicos
Estes são os dez menores públicos do Campeonato:
| Nº | Público | Mandante         | Placar | Visitante           | Estádio            | Data       | Rodada | Ref.   |
| -- | ------- | ---------------- | ------ | ------------------- | ------------------ | ---------- | ------ | ------ |
| 1  | 15      | Serrano-PB       | 1–5    | América-PE          | Amigão             | 19 de maio | 3ª     | [ 38 ] |
| 2  | 17      | Tupi             | 2–0    | Hercílio Luz        | Mario Helênio      | 9 de junho | 6ª     | [ 39 ] |
| 3  | 24      | Atlético Roraima | 1–2    | Ypiranga-AP         | Ribeirão           | 1 de junho | 5ª     | [ 40 ] |
| 4  | 31      | Foz do Iguaçu    | 0–1    | Boavista-RJ         | Estádio do ABC     | 26 de maio | 4ª     | [ 41 ] |
| 5  | 34      | Foz do Iguaçu    | 1–3    | Brusque             | Estádio do ABC     | 12 de maio | 2ª     | [ 42 ] |
| 6  | 42      | Itaboraí         | 5–1    | Tupi                | Alzirão            | 1 de junho | 5ª     | [ 43 ] |
| 7  | 46      | Bahia de Feira   | 3–1    | América-PE          | Arena Cajueiro     | 9 de junho | 6ª     | [ 44 ] |
| 8  | 47      | Campinense       | 4–0    | Vitória das Tabocas | Amigão             | 6 de junho | 6ª     | [ 45 ] |
| 9  | 51      | Operário-MS      | 1–2    | Patrocinense        | Ninho D'Águia      | 9 de junho | 6ª     | [ 46 ] |
| 10 | 54      | Barcelona-RO     | 1–1    | Fast Clube          | Portal da Amazônia | 18 de maio | 3ª     | [ 47 ] |

## Médias de público
Essas são as médias de público dos clubes no Campeonato. Considera-se apenas os jogos da equipe como mandante e o público pagante:
| 1. Manaus – 10 594 2. América de Natal – 8 199 3. Anapolina – 2 757 4. Brusque – 2 497 5. Central – 1 937 6. Caxias – 1 899 7. Ferroviária – 1 607 8. Moto Club – 1 607 9. Bragantino-PA – 1 599 10. Itabaiana – 1 599 11. Fluminense de Feira – 1 503 12. Joinville – 1 440 13. Sergipe – 1 425 14. River-PI – 1 344 15. Jacuipense – 1 327 16. Campinense – 1 307 17. Ituano – 1 299 | 1. São Raimundo-PA – 1 298 2. ASA – 1 160 3. Vitória-ES – 1 155 4. União Rondonópolis – 1 129 5. Tubarão – 808 6. Cianorte – 767 7. Novorizontino – 764 8. Brasiliense – 738 9. Salgueiro – 719 10. Hercílio Luz – 685 11. Caldense – 640 12. Avenida – 626 13. Maringá – 600 14. Juazeirense – 550 15. Boavista-RJ – 510 16. URT – 503 17. Gaúcho – 473 | 1. Sinop – 439 2. Iporá – 420 3. São Raimundo-RR – 318 4. Palmas – 312 5. Corumbaense – 305 6. Aparecidense – 304 7. Serra – 285 8. Patrocinense – 283 9. Floresta – 281 10. Operário-MS – 277 11. Itaboraí – 275 12. América-PE – 264 13. São Caetano – 235 14. Atlético Cearense – 220 15. Vitória das Tabocas – 212 16. Maranhão – 185 17. Fast Clube – 185 | 1. Altos – 178 2. Real Ariquemes – 165 3. Coruripe – 156 4. Rio Branco-AC – 152 5. Ypiranga-AP – 135 6. Tupi – 129 7. Galvez – 117 8. Santa Cruz de Natal – 117 9. Atlético Roraima – 116 10. Sobradinho – 115 11. Interporto – 110 12. Santos-AP – 102 13. Bahia de Feira – 91 14. Serrano-PB – 80 15. Portuguesa-RJ – 70 16. Barcelona-RO – 67 17. Foz do Iguaçu – 33 |

## Mudanças de técnicos
| Clube              | Antecessor         | Motivo                | Data        | Última partida                      | Rod     | Pos          | Sucessor                   | Ref.          |
| ------------------ | ------------------ | --------------------- | ----------- | ----------------------------------- | ------- | ------------ | -------------------------- | ------------- |
| Iporá              | Gilberto Pereira   | Demitido              | 8 de maio   | Iporá 0–2 Sinop                     | 1ª      | 4º (Gr. A10) | Guilherme Gomes (interino) | [ 49 ] [ 50 ] |
| Bragantino-PA      | Samuel Cândido     | Demitido              | 13 de maio  | Bragantino-PA 0–1 Santa Cruz-RN     | 2ª      | 4º (Gr. A4)  | Robson Melo                | [ 51 ]        |
| Vitória-PE         | Airton Fonseca     | Demitido              | 13 de maio  | ASA 2–1 Vitória-PE                  | 2ª      | 4º (Gr. A7)  | Wassil Mendes              | [ 52 ]        |
| Serrano-PB         | Jairo Santos       | Resignado             | 15 de maio  | Bahia de Feira 3–1 Serrano-PB       | 2ª      | 4º (Gr. A6)  | Artur Ferreira             | [ 53 ]        |
| Campinense         | Francisco Diá      | Resignado             | 15 de maio  | Náutico 2–0 Campinense              | 2ª      | 2º (Gr. A7)  | Jaelson Marcelino          | [ 55 ] [ 56 ] |
| Palmas             | Marcelo Marelli    | Demitido              | 18 de maio  | Palmas 1–1 Sinop                    | 3ª      | 4º (Gr. A10) | Cássio Alves               | [ 57 ]        |
| Maringá            | Sandro Forner      | Demitido              | 19 de maio  | Maringá 0–2 Ferroviária             | 3ª      | 3º (Gr. A17) | Jorge Martínez             | [ 58 ]        |
| Sobradinho         | Victor Santana     | Resignado             | 20 de maio  | Sobradinho 0–1 Portuguesa-RJ        | 3ª      | 4º (Gr. A12) | Paulo Pereira              | [ 59 ] [ 60 ] |
| Maranhão           | Sandow Fecques     | Demitido              | 20 de maio  | Atlético Cearense 4–3 Maranhão      | 3ª      | 4º (Gr. A5)  | Lucas Andrade              | [ 61 ] [ 62 ] |
| Tupi               | Beto Souza         | Demitido              | 20 de maio  | Tupi 0–2 Novorizontino              | 3ª      | 4º (Gr. A14) | Ademir Fonseca             | [ 63 ] [ 64 ] |
| Altos              | Estevam Soares     | Demitido              | 20 de maio  | Central 2–0 Altos                   | 3ª      | 3º (Gr. A5)  | Leandro Campos             | [ 65 ] [ 66 ] |
| Joinville          | Felipe Surian      | Demitido              | 21 de maio  | Avenida 2–1 Joinville               | 3ª      | 4º (Gr. A17) | Danilo Portugal            | [ 67 ] [ 68 ] |
| Coruripe           | Lino               | Demitido              | 27 de maio  | Coruripe 0–1 Fluminense de Feira    | 4ª      | 4º (Gr. A8)  | Joécio Barbosa             | [ 69 ]        |
| Floresta           | Paulinho Kobayashi | Cont. pelo Imperatriz | 28 de maio  | Floresta 3–1 Bragantino-PA          | 4ª      | 2º (Gr. A4)  | Raimundo Wagner (interino) | [ 70 ]        |
| Serra              | Gian Rodrigues     | Demitido              | 6 de junho  | Ituano 4–0 Serra                    | 5ª      | 4º (Gr. A13) | Otávio Artur               | [ 71 ] [ 72 ] |
| União Rondonópolis | Caé Cunha          | Demitido              | 21 de junho | União-MT 2–3 Iporá                  | 2ª fase | 2ª fase      | Paulo Muller               | [ 73 ]        |
| Caxias             | Pingo              | Demitido              | 25 de junho | Avenida 0–0 Caxias                  | 2ª fase | 2ª fase      | Paulo Henrique Marques     | [ 74 ] [ 75 ] |
| São Raimundo-PA    | Everton Goiano     | Resignado             | 27 de junho | São Raimundo-RR 1–1 São Raimundo-PA | 2ª fase | 2ª fase      | Evandro Benevides          | [ 76 ]        |
| Juazeirense        | Carlos Rabello     | Demitido              | 3 de julho  | Juazeirense 1–1 Iporá               | 3ª fase | 3ª fase      | Maurílio Silva             | [ 77 ]        |

## Classificação geral
A classificação geral dá prioridade ao clube que avançou mais fases, e ao campeão, mesmo que tenha menor pontuação.
| Campeão (promovido à Série C em 2020)                    |                     |    |    |   |   |   |    |    |     |
| 1                                                        | Brusque             | 31 | 16 | 9 | 4 | 3 | 31 | 14 | +17 |
| Vice-campeão (promovido à Série C em 2020)               |                     |    |    |   |   |   |    |    |     |
| 2                                                        | Manaus              | 32 | 16 | 9 | 5 | 2 | 32 | 16 | +16 |
| Eliminados nas semifinais (promovidos à Série C em 2020) |                     |    |    |   |   |   |    |    |     |
| 3                                                        | Ituano              | 27 | 14 | 8 | 3 | 3 | 22 | 9  | +13 |
| 4                                                        | Jacuipense          | 27 | 14 | 8 | 3 | 3 | 19 | 9  | +10 |
| Eliminados nas quartas de final                          |                     |    |    |   |   |   |    |    |     |
| 5                                                        | Itabaiana           | 25 | 12 | 8 | 1 | 3 | 18 | 11 | +7  |
| 6                                                        | Caxias              | 20 | 12 | 5 | 5 | 2 | 11 | 8  | +3  |
| 7                                                        | Juazeirense         | 19 | 12 | 5 | 4 | 3 | 11 | 10 | +1  |
| 8                                                        | Floresta            | 18 | 12 | 4 | 6 | 2 | 21 | 14 | +7  |
| Eliminados na terceira fase                              |                     |    |    |   |   |   |    |    |     |
| 9                                                        | São Raimundo-PA     | 20 | 10 | 6 | 2 | 2 | 15 | 9  | +6  |
| 10                                                       | Boavista-RJ         | 19 | 10 | 6 | 1 | 3 | 11 | 10 | +1  |
| 11                                                       | América de Natal    | 18 | 10 | 5 | 3 | 2 | 22 | 3  | +19 |
| 12                                                       | Iporá               | 18 | 10 | 5 | 3 | 2 | 13 | 8  | +5  |
| 13                                                       | Vitória-ES          | 16 | 10 | 4 | 4 | 2 | 10 | 7  | +3  |
| 14                                                       | Fluminense de Feira | 16 | 10 | 4 | 4 | 2 | 10 | 8  | +2  |
| 15                                                       | Cianorte            | 16 | 10 | 4 | 4 | 2 | 6  | 5  | +1  |
| 16                                                       | Bragantino-PA       | 13 | 10 | 4 | 1 | 5 | 13 | 12 | +1  |
| Eliminados na segunda fase                               |                     |    |    |   |   |   |    |    |     |
| 17                                                       | Atlético Cearense   | 18 | 8  | 6 | 0 | 2 | 14 | 10 | +4  |
| 18                                                       | Novorizontino       | 17 | 8  | 5 | 2 | 1 | 14 | 4  | +10 |
| 19                                                       | Caldense            | 16 | 8  | 5 | 1 | 2 | 8  | 5  | +3  |
| 20                                                       | ASA                 | 16 | 8  | 5 | 1 | 2 | 11 | 9  | +2  |
| 21                                                       | Moto Club           | 15 | 8  | 4 | 3 | 1 | 19 | 9  | +10 |
| 22                                                       | São Raimundo-RR     | 13 | 8  | 4 | 1 | 3 | 16 | 8  | +8  |
| 23                                                       | Patrocinense        | 13 | 8  | 4 | 1 | 3 | 10 | 8  | +2  |
| 24                                                       | América-PE          | 13 | 8  | 4 | 1 | 3 | 9  | 10 | –1  |
| 25                                                       | Brasiliense         | 13 | 8  | 3 | 4 | 1 | 6  | 4  | +2  |
| 26                                                       | Central             | 12 | 8  | 4 | 0 | 4 | 13 | 10 | +3  |
| 27                                                       | Avenida             | 12 | 8  | 3 | 3 | 2 | 6  | 5  | +1  |
| 28                                                       | Ferroviária         | 11 | 8  | 3 | 2 | 3 | 4  | 3  | +1  |
| 29                                                       | Real Ariquemes      | 11 | 8  | 3 | 2 | 3 | 11 | 15 | –4  |
| 30                                                       | Salgueiro           | 11 | 8  | 2 | 5 | 1 | 9  | 8  | +1  |
| 31                                                       | União Rondonópolis  | 10 | 8  | 3 | 1 | 4 | 12 | 14 | –2  |
| 32                                                       | Hercílio Luz        | 10 | 8  | 3 | 1 | 4 | 5  | 8  | –3  |

| Eliminados na primeira fase |                     |     |   |   |   |   |    |    |     |
| Pos                         | Equipes             | Pts | J | V | E | D | GP | GC | SG  |
| 33                          | Aparecidense        | 9   | 6 | 3 | 0 | 3 | 8  | 5  | +3  |
| 34                          | Altos               | 9   | 6 | 3 | 0 | 3 | 7  | 10 | –3  |
| 35                          | Fast Clube          | 9   | 6 | 2 | 3 | 1 | 9  | 5  | +4  |
| 36                          | River-PI            | 9   | 6 | 2 | 3 | 1 | 10 | 7  | +3  |
| 37                          | Sinop               | 9   | 6 | 2 | 3 | 1 | 7  | 8  | –1  |
| 38                          | Anapolina           | 8   | 6 | 2 | 2 | 2 | 6  | 6  | 0   |
| 39                          | Maringá             | 8   | 6 | 2 | 2 | 2 | 4  | 5  | –1  |
| 40                          | Barcelona-RO        | 8   | 6 | 2 | 2 | 2 | 7  | 10 | –3  |
| 41                          | Bahia de Feira      | 7   | 6 | 3 | 1 | 2 | 12 | 5  | +7  |
| 42                          | Campinense          | 7   | 6 | 2 | 1 | 3 | 6  | 5  | +1  |
| 43                          | Corumbaense         | 7   | 6 | 2 | 1 | 3 | 9  | 9  | 0   |
| 44                          | Portuguesa-RJ       | 7   | 6 | 2 | 1 | 3 | 5  | 6  | –1  |
| 45                          | Joinville           | 7   | 6 | 2 | 1 | 3 | 3  | 4  | –1  |
| 46                          | Palmas              | 6   | 6 | 1 | 3 | 2 | 5  | 6  | –1  |
| 47                          | URT                 | 6   | 6 | 1 | 3 | 2 | 2  | 3  | –1  |
| 48                          | Galvez              | 6   | 6 | 1 | 3 | 2 | 10 | 12 | –2  |
| 49                          | Sergipe             | 5   | 6 | 1 | 2 | 3 | 11 | 10 | +1  |
| 50                          | São Caetano         | 5   | 6 | 1 | 2 | 3 | 7  | 7  | 0   |
| 51                          | Operário-MS         | 5   | 6 | 1 | 2 | 3 | 6  | 9  | –3  |
| 52                          | Itaboraí            | 5   | 6 | 1 | 2 | 3 | 6  | 10 | –4  |
| 53                          | Ypiranga-AP         | 5   | 6 | 1 | 2 | 3 | 8  | 13 | –5  |
| 54                          | Tupi                | 5   | 6 | 1 | 2 | 3 | 5  | 10 | –5  |
| 55                          | Santa Cruz de Natal | 5   | 6 | 1 | 2 | 3 | 6  | 14 | –8  |
| 56                          | Tubarão             | 4   | 6 | 1 | 1 | 4 | 7  | 13 | –6  |
| 57                          | Coruripe            | 4   | 6 | 1 | 1 | 4 | 2  | 9  | –7  |
| 58                          | Rio Branco-AC       | 4   | 6 | 1 | 1 | 4 | 6  | 16 | –10 |
| 59                          | Gaúcho              | 3   | 6 | 1 | 0 | 5 | 5  | 8  | –3  |
| 60                          | Maranhão            | 3   | 6 | 1 | 0 | 5 | 10 | 16 | –6  |
| 61                          | Foz do Iguaçu       | 3   | 6 | 1 | 0 | 5 | 3  | 13 | –10 |
| 62                          | Serra               | 2   | 6 | 0 | 2 | 4 | 1  | 11 | –10 |
| 63                          | Santos-AP           | 1   | 6 | 0 | 1 | 5 | 3  | 10 | –7  |
| 64                          | Interporto          | 1   | 6 | 0 | 1 | 5 | 2  | 13 | –11 |
| 65                          | Atlético Roraima    | 1   | 6 | 0 | 1 | 5 | 3  | 15 | –12 |
| 66                          | Sobradinho          | 0   | 6 | 0 | 0 | 6 | 1  | 9  | –8  |
| 67                          | Vitória das Tabocas | 0   | 6 | 0 | 0 | 6 | 3  | 16 | –13 |
| 68                          | Serrano-PB          | 0   | 6 | 0 | 0 | 6 | 2  | 28 | –26 |

|  |                           |
|  | Campeão e Vice-campeão    |
|  | Eliminados nas semifinais |

|  |                        |
|  | Eliminados nas quartas |
|  | Eliminados na 3ª fase  |

|  |                       |
|  | Eliminados na 2ª fase |
|  | Eliminados na 1ª fase |

|  |                           |
|  | Campeão e Vice-campeão    |
|  | Eliminados nas semifinais |

|  |                        |
|  | Eliminados nas quartas |
|  | Eliminados na 3ª fase  |

|  |                       |
|  | Eliminados na 2ª fase |
|  | Eliminados na 1ª fase |